# 趙雲
趙 雲（ちょう うん、拼音: Zhào Yún　 再生、簡体字: 赵云、？ - 建興7年〈229年〉）は、中国後漢末期から三国時代にかけての蜀漢の武将。字は子龍（しりゅう・しりょう、拼音: Zǐ Lóng、簡体字: 子龙）。冀州常山国真定県（現在の河北省石家荘市正定県）の人。諡号は順平侯。
蜀漢の初代皇帝である劉備の子・劉禅を救ったことで知られ、小説『三国志演義』では五虎大将軍の一人に数えられる。

## 三国志の趙雲

### 仁君を求めて

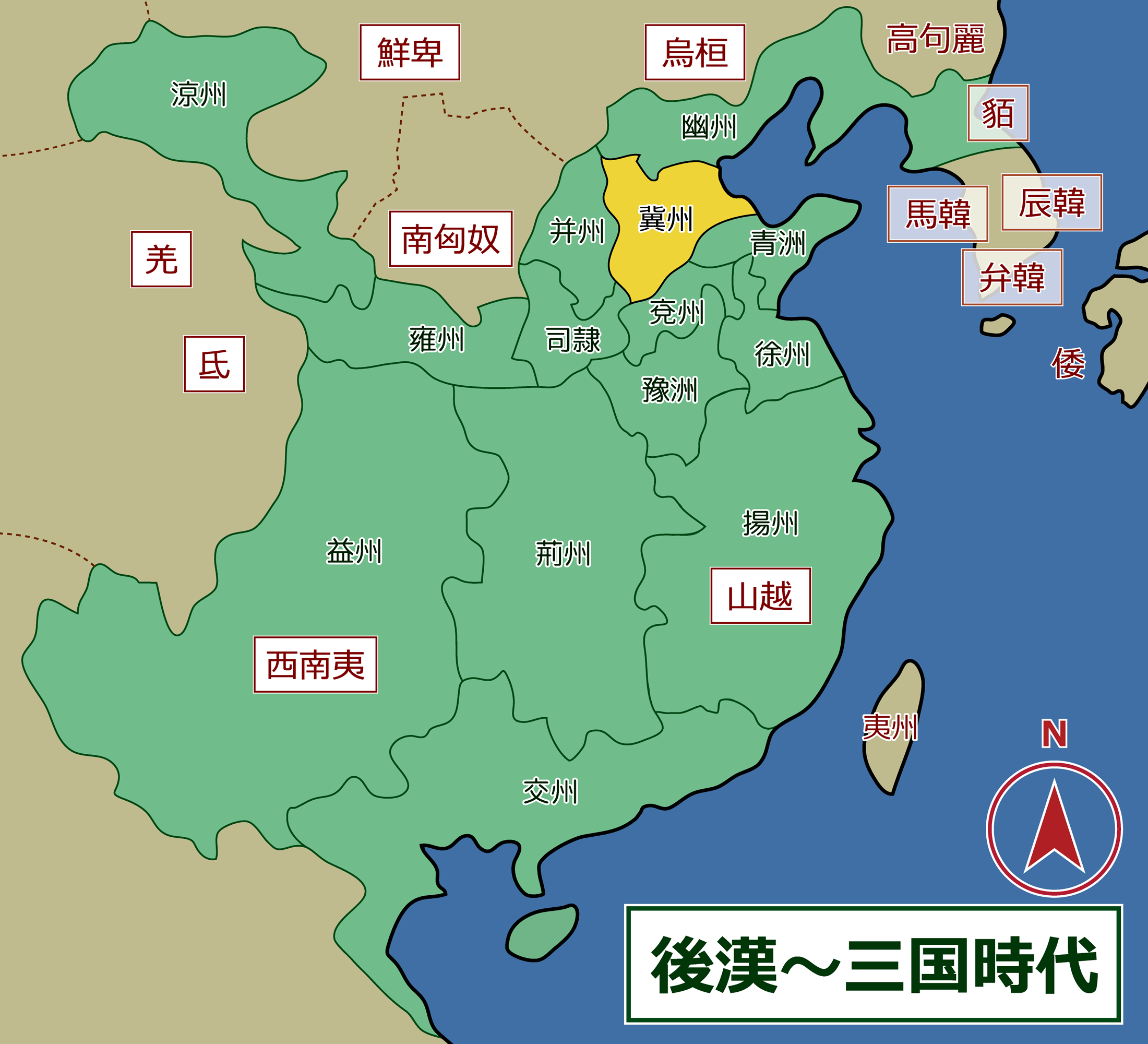
後漢～三国時代の全州と冀州の位置を示した略地図（□は異民族）

中平6年（189年）に霊帝が崩御すると、この政治混乱に乗じ、各地で諸侯が権力争いを始めた。冀州では支配権をめぐって、冀州牧の韓馥、冀州北部に隣接する幽州の有力豪族出身で、白馬義従という白馬で揃えた精鋭騎兵を率い、鮮卑の討伐で功績を上げた公孫瓚、黄巾の乱に乗じて各地を荒らしまわったのち、朝廷に自ら降伏して官職を与えられ、常山国の支配を容認させた黒山賊の張燕、四代に渡って三公を輩出した名門出身の袁紹らが対立していた。
『趙雲別伝』（以下『別伝』）曰く、趙雲は故郷の常山郡（国）から推挙され、官民の義従兵を率いて幽州の公孫瓚のもとに参じた。
初平2年（191年）、『別伝』曰く、袁紹が韓馥から冀州牧を奪って称したため、公孫瓚は冀州の民が袁紹に従うことを憂いていた。そのような状況下で趙雲が義従兵を率いてやってきたので、公孫瓚はこれを大いに喜んだが、趙雲に対し「君の州の人々はみな袁紹を支持しているそうだが、君はなぜ心変わりして、迷いながらもわたしに仕える気になったのかね？」と嘲笑した。これに対し、趙雲はこう応えた。「天下は騒がしく混乱し、誰が正しいのかも判らず、民は未だ逆さ吊りに遭うような苦難に置かれています。わたしの州の議論では、仁政を行う者に従うべきだと考えました。けっして袁紹殿を軽んじ、私情で公孫瓚将軍を尊重したわけではありません」。こうして公孫瓚の配下の元、ともに征討した。

### 出会いと別れ
| 冀州での主な出来事 | 冀州での主な出来事              | 冀州での主な出来事 |
| 西暦               | 出来事                          | 内容               |
| ------------------ | ------------------------------- | ------------------ |
| 191年秋            | 袁紹冀州牧を称す                | 韓馥を脅し奪う     |
| 秋～冬?            | 趙雲が挙兵する                  | 公孫瓚の配下に     |
| 冬                 | 青・徐州黄巾残党 と公孫瓚の戦い | 公孫瓚の勝利       |
| 〃                 | 青洲の田楷の救援                | 劉備に随行         |
| 〃                 | 劉備が平原相に                  | 公孫瓚より任命     |
| 192年 正月         | 界橋の戦い                      | 袁紹の勝利         |
| 不明               | 趙雲と劉備の別れ                | 公孫瓚から辞去     |
| 193年              | 袁紹と公孫瓚が停戦              | 朝廷が介入         |
| 〃                 | 公孫瓚と劉虞の戦い              | 劉虞を殺害         |
| 6月                | 袁紹と黒山賊の戦い              | 黒山賊が大敗       |
| 199年              | 易京の戦い                      | 公孫瓚が自害       |
| 205年              | 張燕が曹操に投降                | 黒山賊が帰順       |

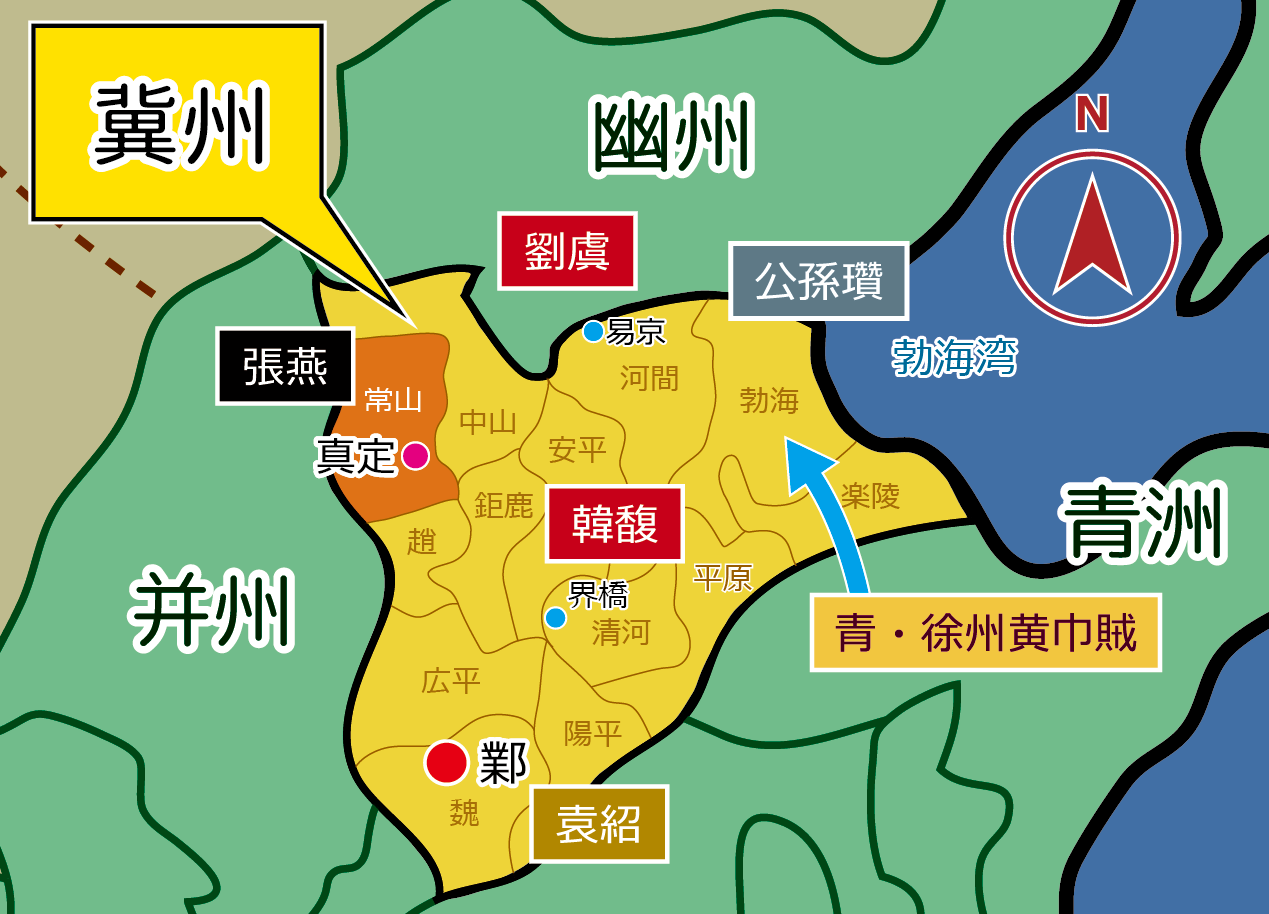
冀州周辺の各勢力図

『別伝』曰く、このとき黄巾の乱から挙兵し、名を揚げた群雄のひとりである劉備が公孫瓚の元に身を寄せていた。劉備は趙雲と接するたびに受け入れ、趙雲も劉備に好感を持ち、次第に二人は仲を深めていったという。
青州で袁紹と戦っていた公孫瓚配下の将・田楷の援軍として、公孫瓚が劉備を派遣した際に趙雲も随行し、劉備の主騎となった。
『別伝』曰く、そののち趙雲の兄が亡くなり、服喪のために公孫瓚の下を辞して故郷へ帰ることになった。劉備は趙雲が自らの下にもう二度と戻って来ることはないだろうと悟り、趙雲の手を固く握って別れを惜しんだ。趙雲もまた、「絶対にあなたの御恩徳に背きません」と応えた。
劉備と別れた時期や、そこから建安5年（200年）頃までの趙雲の行動は不明である。

### 劉備との再会
| 趙雲と劉備の再会までの動き | 趙雲と劉備の再会までの動き     | 趙雲と劉備の再会までの動き       |
| 西暦                       | 出来事                         | 内容                             |
| -------------------------- | ------------------------------ | -------------------------------- |
| ？                         | 趙雲離脱とその後               | 200年頃まで不明                  |
| 193- 194年                 | 徐州の陶謙の救援               | 豫洲の小沛に駐屯                 |
| 194年                      | 劉備が徐州牧に                 | 陶謙死後跡を継ぐ                 |
| 195年                      | 呂布が劉備を頼る               | 曹操に敗北した 呂布が劉備の下へ  |
| 196年                      | 呂布の裏切り                   | 下邳を掌握される                 |
| 〃                         | ①呂布に敗北                    | 曹操を頼る                       |
| 198年                      | ②曹操とともに 呂布を討ち許昌へ | 献帝の曹操暗殺 計画に賛同する    |
| 200年                      | 曹操と争う                     | 暗殺計画が露顕 小沛で曹操に敗北  |
| 〃                         | ③青洲へ逃走                    | 袁譚を頼る （袁紹の長男）        |
| 〃                         | ④袁紹を頼る                    | 袁譚と平原へ                     |
| 〃                         | ⑤袁紹と合流                    | 鄴から200里地点 で袁紹が出迎える |
| 〃                         | ⑥趙雲と再会                    | 鄴で劉備に目通り                 |
| 〃                         | ⑦劉表の元へ                    | 関羽らが再集結                   |

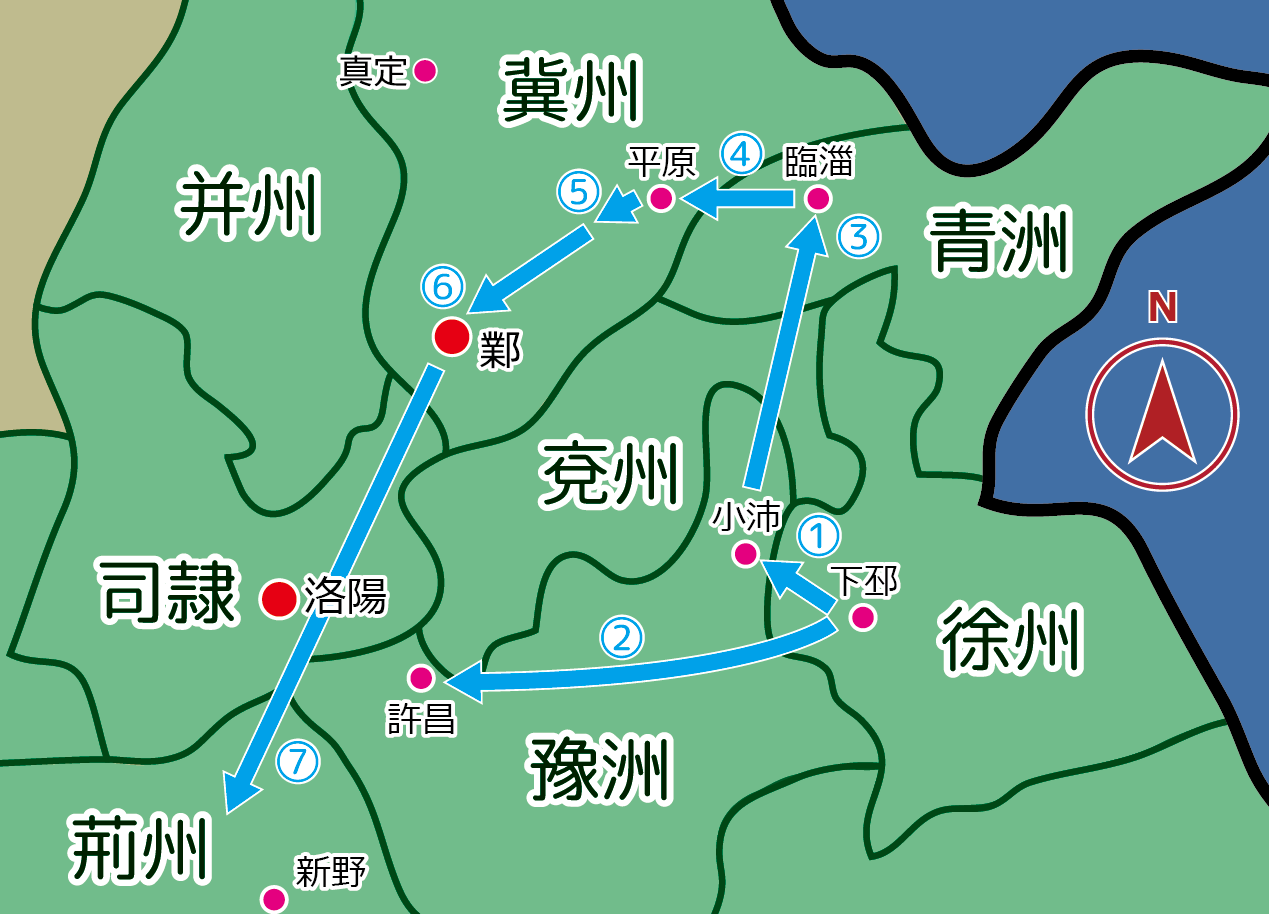
趙雲と再会するまでの劉備の動向を表した概要図と略地図
(丸数字の詳細は右表参照)

建安4年（199年）3月、公孫瓚に勝利した袁紹は華北一帯を支配下においた。建安5年（200年）頃、『別伝』曰く、白馬の戦いにて敗北した劉備が、曹操と対峙していた袁紹を頼って来ると、趙雲は冀州の鄴で久しぶりに劉備に目通りし、再会を喜んだ劉備は、趙雲と同じ牀（ベッド）を共にして眠った。袁紹を見限っていた劉備は、趙雲を派遣して秘かに数百人を募兵し、みな「劉備左将軍の部曲」と称したが、袁紹はこの動きに全く気付かなかったという。こうして劉備と共に荊州へ赴いた。

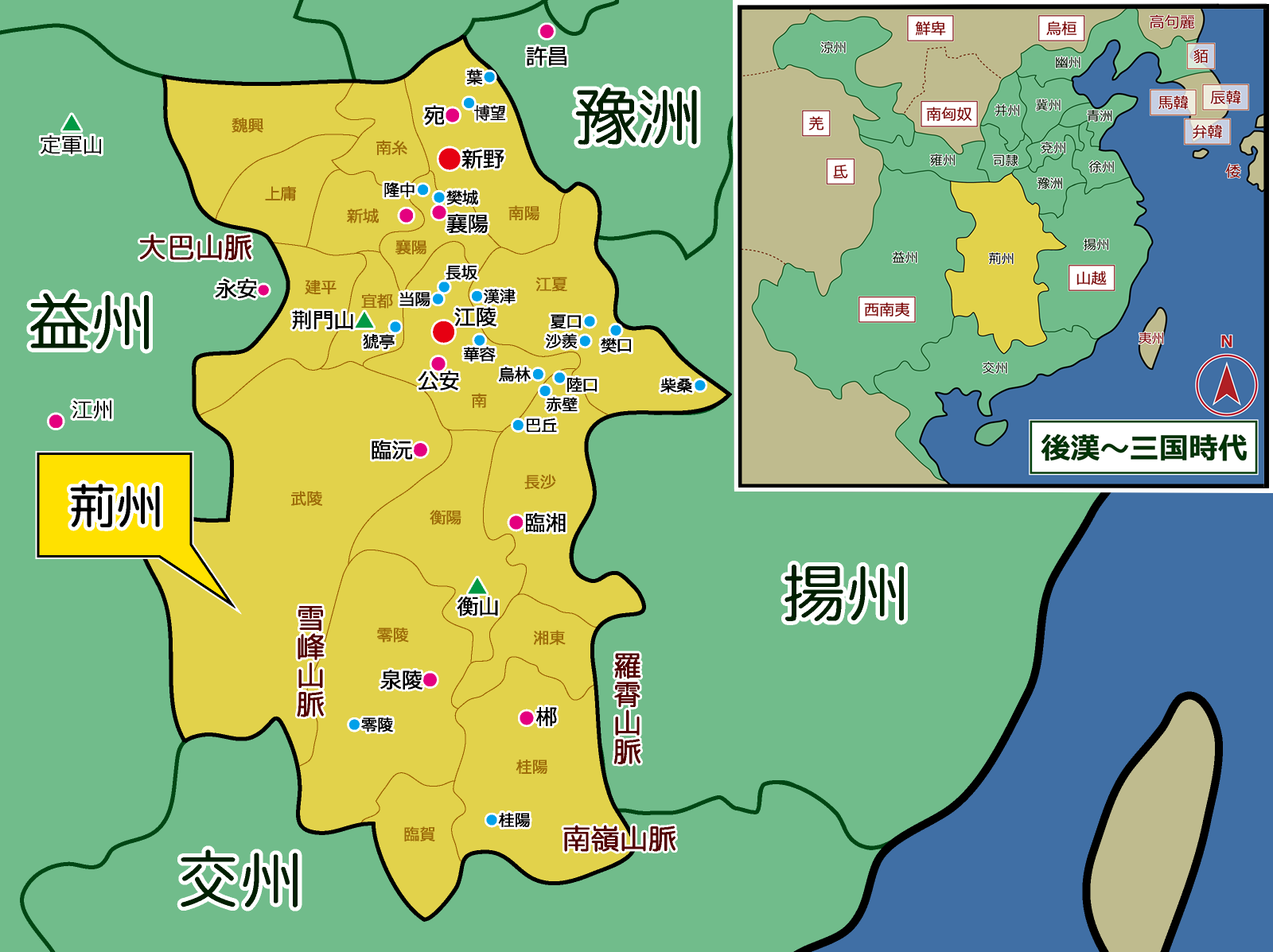
荊州略地図

建安5年（200年）8月、官渡の戦いにおいて曹操が袁紹に勝利した。荊州牧の劉表を頼ってやってきた劉備たちは、曹操への対抗のため、豫州との州境に近い荊州最前線の地である新野を任されることになった。
建安8年（203年）、曹操の命を受けた夏侯惇・于禁らが新野北東に位置する博望坡に侵攻し、劉備軍は伏兵を用いてこれを撃破した（博望坡の戦い）。『別伝』曰く、趙雲はこの戦いで敵将の夏侯蘭を生け捕ったが、小さい頃からの同郷の友人だったことから劉備に助命嘆願し、法律に明るい人物として軍正（軍の法律の官）に推挙し、認められた。趙雲は以降、降将の夏侯蘭が無用の疑いをかけられぬよう、自分から彼に接近しないよう気遣ったという。

### 長坂坡の戦い

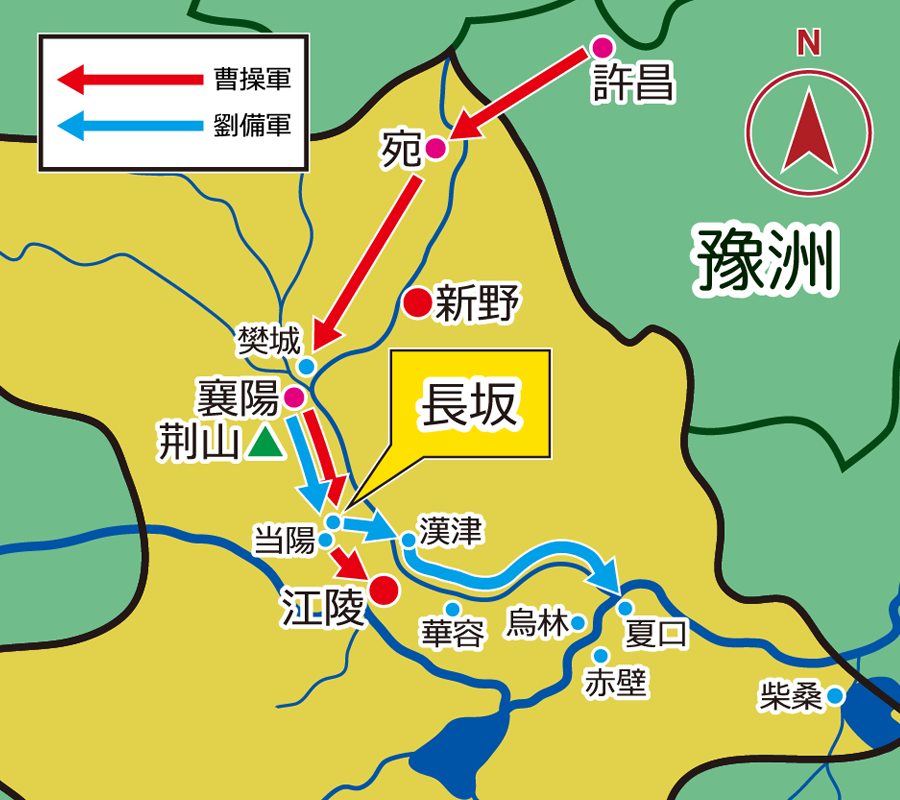
長坂坡の略地図と概要図正定県『趙雲廟』
阿斗を抱えた趙雲の騎馬像

袁紹の残党勢力に勝利し華北を平定した曹操は、建安13年（208年）荊州への侵攻を開始した。このとき劉表はすでに病死し、次男の劉琮が跡を継いでいたが、9月に曹操軍が新野に到達すると劉琮は降伏し、樊城に居た劉備達は劉琮の降伏を知ると、劉備を慕う劉琮の側近の一部と、荊州の民衆10万人とともに南下を開始した。劉備軍は江陵を目指したが、荊州の当陽・長坂（または長坂坡）にて、曹操自ら指揮を執る精鋭5,000の兵に追いつかれると、劉備は妻子を捨てて、諸葛亮および張飛・趙雲ら臣下の数十騎とともに南へ逃走した。
劉備の娘たち二人は曹純に捕らえられたものの、張飛が殿を務め、趙雲が阿斗（劉禅）を身に抱え、さらにその母の甘夫人を保護したので、母子は危機を免れることができた。この戦いののち牙門将軍に昇進した。
『別伝』曰く、「趙雲が北（曹操軍のいる方角）に逃げ去った」と言う者がいたが、劉備は手戟を投げつけて「子龍はわたしを棄て逃げることはない」と相手にしなかった。ほどなくして、趙雲が到着したという。

### 荊州平定戦

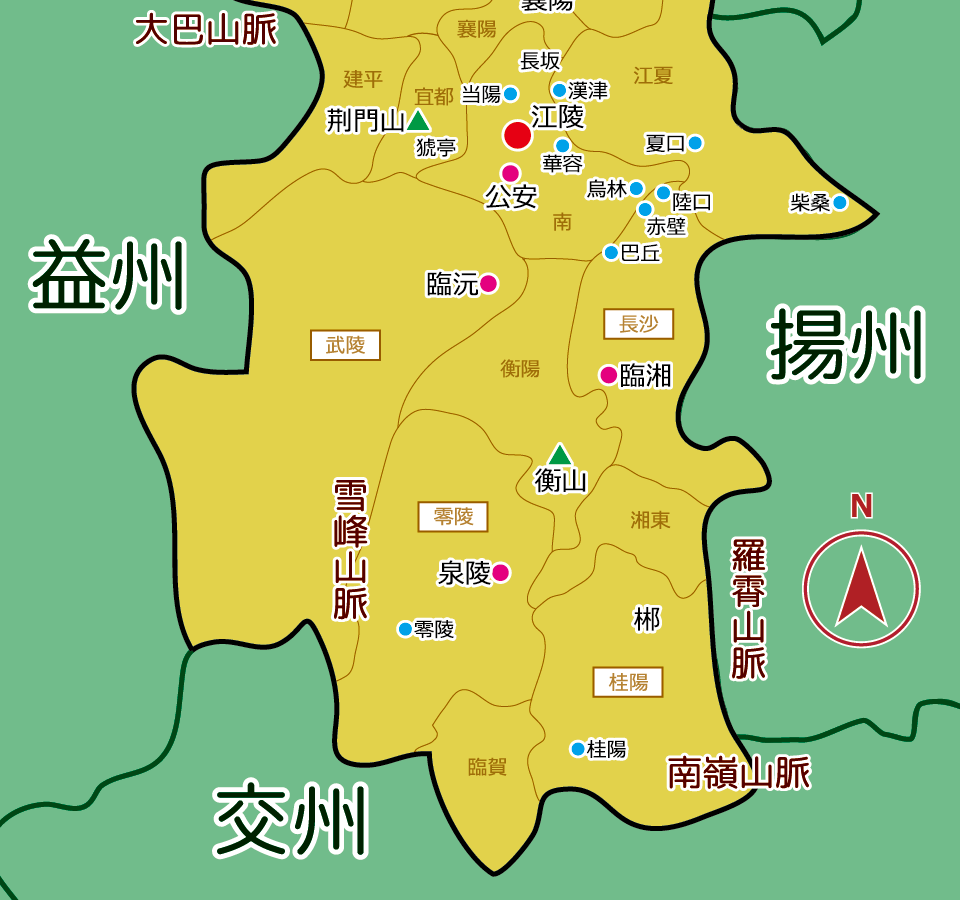
荊州南部の略地図

劉備軍は曹操軍に江陵を制圧されたが、漢水（長江の支流）の漢津で関羽の船団と合流し、劉表の長男・劉琦の軍とも合流して夏口へ逃れた。揚州の呉を治める孫権から派遣された魯粛を迎えた劉備軍は、孫権と同盟を結び、建安13年（208年）、劉備・孫権軍は赤壁において曹操軍に勝利した。
建安13年（208年）から建安14年（209年）にかけて、孫権軍と劉備軍はともに曹仁が守る江陵を攻めて陥落させると、劉備はその間、軍事行動を起こす理由付けとして劉琦を荊州刺史に推薦、荊州南部四郡（武陵・長沙・零陵・桂陽）を占拠し、公安（油江口）を本拠地とした。
『別伝』曰く、趙雲は荊州南部平定戦に参加して偏将軍・桂陽太守になると、この桂陽攻略時に降伏した前太守の趙範が、自身の兄嫁である寡婦の樊氏を趙雲に嫁がせようとしたが、趙雲は「わたしとあなたは同姓ですから、あなたの兄ならわたしの兄のようなものです」と同姓を理由に断わった。しかし樊氏は絶世の美女だったので、なおも趙雲に娶るように薦める者がいたが、趙雲は「趙範は追い詰められて降伏したにすぎず、その本心は測りかね、信用ならない。天下に女性はたくさんいる」と言って、ついに娶らなかった。その後、趙範は逃亡したが、趙雲は樊氏に何の未練も持たなかったという。

### 阿斗奪還

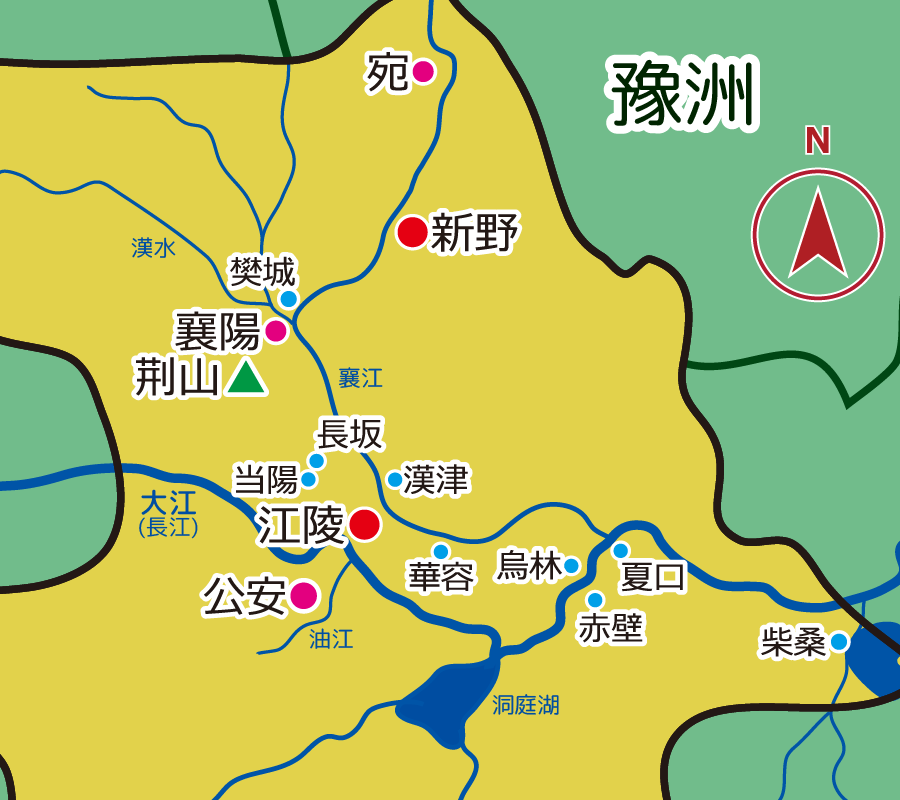
公安周辺の略地図

建安16年（211年）、漢中に拠点を置く五斗米道の指導者の張魯と対立していた益州牧の劉璋は、劉備に救援を要請したので、劉備は益州へ向かう際、諸葛亮・関羽・張飛らとともに趙雲を荊州の守備として留め置いた。『別伝』曰く、劉備はこのとき趙雲を留営司馬に任じた。
その頃、甘夫人が病没し、孫権の妹の孫夫人が劉備の正妻となっていた。これは、劉備がまたたく間に荊州南部を平定し、その勢いに対する孫権の恐れから生じた政略結婚であった。孫夫人は気丈な性格で、呉の官兵を率い、侍女にはみな刀を携えて侍立させ、劉備を戦々恐々とさせた。『別伝』曰く、彼女は孫権の妹であることを鼻にかけ、軍法を無視するなどの振る舞いを見せ、劉備は手を焼いていた。そこで劉備は、厳格な趙雲にこの事態を収拾させるべく、目付役に任命し、内政を立て直させた。
建安17年（212年）頃、『別伝』曰く、孫権は劉備が益州入りしたことを知ると、船を出して孫夫人を呉に帰らせた際に、孫夫人は劉禅を連れて行こうとしたが、これを知った趙雲は、張飛と共に長江を遮って、孫夫人から劉禅を奪還した。『漢晋春秋』では「諸葛亮の命を受けて、趙雲が奪還した」と記述されている。

### 益州平定戦
建安17年（212年）、劉璋と不仲になった劉備は攻勢に転じ、建安19年（214年）頃、劉備は荊州に留まっていた諸葛亮たちを援軍として召し出し、荊州の留守を関羽にまかせると、趙雲は諸葛亮・張飛・劉封と共に長江を遡って入蜀した。趙雲は江州（巴郡。現在の重慶市）から別の川に沿って西進して、途上で江陽を攻略・平定し、夏、成都にて諸葛亮らと合流した。『華陽国志』では、趙雲はこのとき江陽のほか、犍為も攻略したとある。
諸葛亮ら援軍と合流した劉備は、劉璋のいる成都を完全に包囲した。このとき、211年に曹操に反乱を起こしたのち敗れ、張魯のもとに身を寄せていた馬超が劉備のもとへ帰順すると、それを聴いた劉璋はついに劉備に降伏し、劉備は益州を獲得した。趙雲は翊軍将軍に任ぜられた。
『別伝』曰く、劉備は益州に備蓄してあった財産や農地を諸将に分配しようとしたが、趙雲はこう反対した。「霍去病（前漢時代に活躍した名将）は匈奴がまだ滅んでいないとして、屋敷を持ったり私的なことに心を砕きませんでした。今の国賊は匈奴程度では済まされず、まだ平安を求めて暮らす時ではありません。天下が完全に平定されれば、それぞれ郷里に帰って故郷で農耕に励むのが一番です。益州の民は先の戦乱で家も田畑も失ってしまいました。今は彼らにこれを返して､安心して仕事に戻れるようになってから賦役や徴税を行なえば、民心を得ることができましょう」。劉備はこの意見に賛成して従ったという。

### 定軍山の戦い
建安20年（215年）、曹操が張魯を降し、漢中一帯を平定すると（陽平関の戦い）、建安22年（217年）、参謀の法正が劉備に漢中を攻めるよう進言、劉備は法正の策に従って自ら漢中に赴き、趙雲も劉備の本隊に従軍した。建安23年（218年）、劉備は陽平関に兵を置き、曹操軍との戦いは一進一退の攻防が1年続いた。建安24年（219年）正月、漢中を守る夏侯淵が黄忠に討ち取られると、3月、曹操は自ら軍を率いて漢中に赴いた。
『別伝』曰く、このとき曹操軍は数千万袋もの兵糧を北山の下に運んだ。黄忠はこれを奪うことができると考え、趙雲の兵を借りて出陣したが、約束の時間を過ぎても黄忠が戻ってこなかったため、趙雲は少数の兵を率いて軽装で偵察へ向かったところ、曹操軍の前鋒と遭遇した。趙雲は敵陣に突撃しては後退を繰り返して曹操軍を翻弄し、無事に自陣へ戻った。しかし部下の張著が負傷し、敵陣に取り残されていたので、趙雲は再び馬に乗って張著を迎えに行った。その後、曹操軍は再び盛り返して趙雲らの陣まで追撃してきた。陣にいた沔陽長の張翼は門を閉じようとしたが、趙雲は逆にこれを開かせ、旗を伏せて戦鼓を止めさせた。曹操軍が、静まり返った趙雲の陣に伏兵があると疑って引きあげたところを、趙雲は戦鼓を叩いて合図し、うしろから弩を乱射した。曹操軍は驚き、互いに蹂躙して漢水の中に落ち、大勢が死んだという。
劉備は翌朝、趙雲の陣に自ら視察に向かい、「子龍の一身はすべてこれ肝（きも）である」と称賛し、軍中は趙雲を「虎威将軍」と呼んだという。5月、曹操は全軍を撤退させ、劉備は漢中を手に入れた。

### 対呉戦争
同年7月、劉備は漢中王を称し、この際、関羽を筆頭に馬超・張飛・黄忠が前後左右将軍に封じられたが、趙雲は翊軍将軍のまま据え置かれた。この直後、関羽は荊州から北伐を遂行したが、荊州の領有を巡って劉備との関係が悪化していた孫権が曹操と密かに結んだことで、荊州の主要拠点を次々に失い、孫権軍に捕えられて処刑された（樊城の戦い）。
建安25年（220年）正月に曹操が病死し、子の曹丕が献帝に禅譲されるかたちで皇帝に即位すると、これを受け、建安26年（221年）4月、劉備は群臣に擁立され、漢の正統な継承者として「漢」の皇帝を称し、即位した。また関羽の仇討ちと荊州奪還のため、劉備は呉への出兵を決意すると、多くの臣下が不利を説き、劉備を諫止したが聴き入れられず、「天の時（天運）が味方しない」と諫言した秦宓は劉備の怒りを買い、一時投獄された。

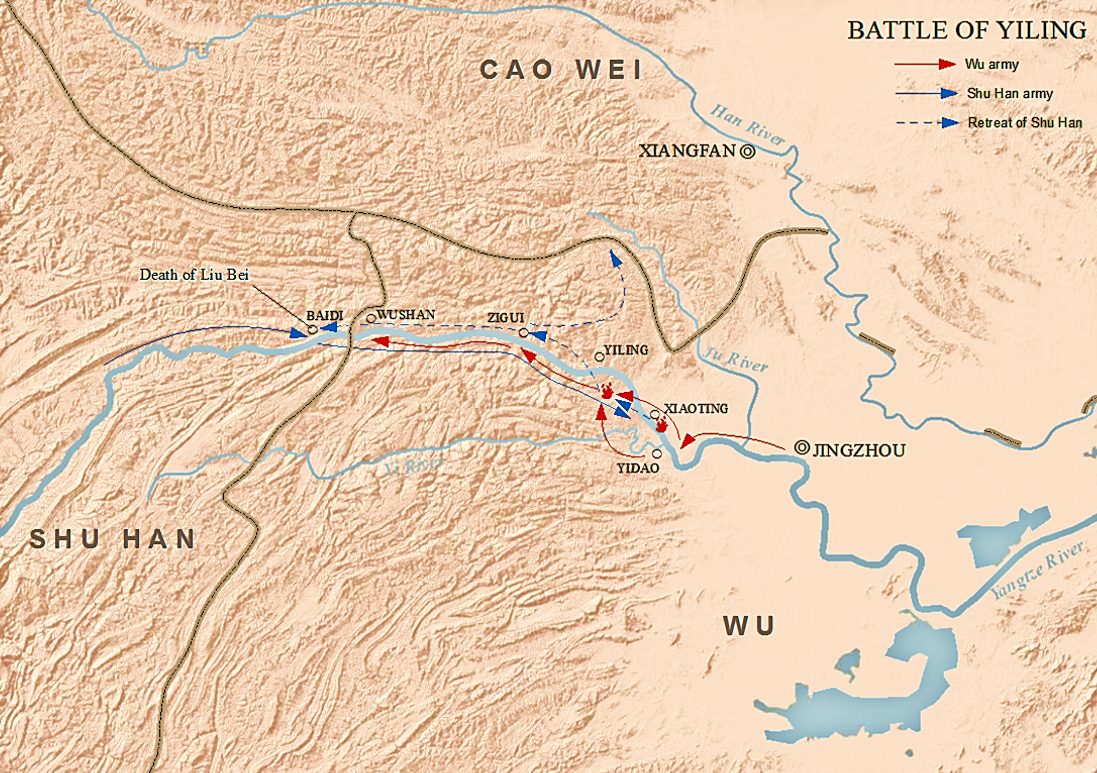
「夷陵の戦い」進路地図
（青が蜀軍、赤が呉軍）
趙雲は江州で後詰となる。

『別伝』曰く、大いに怒った劉備に対し、趙雲はこう諫言した。「国賊は曹魏であり孫権ではありません。まず魏を滅せば、呉はおのずと降伏してきましょう。漢室を簒奪した曹丕を良しとしない民心に寄り添い、速やかに関中を平定し、黄河・渭水の上流を拠点として凶逆を討伐すれば、関東義士は必ず食料を携え馬に乗り、漢の王師を支援いたしましょう。魏を放置して、先に呉と戦うべきではありません。一度戦端が開かれば、容易に終結させることは不可能です」。
しかし劉備は聴き容れず、同年7月、呉征伐のため荊州方面へ侵攻を開始、戦いは約一年続いたが、章武2年（222年）6月、夷陵の戦いで呉の陸遜の火攻めにより、蜀漢は大敗を喫した。『別伝』曰く、趙雲は後詰で江州督として巴に留まり、劉備の大敗を知ると永安（白帝城）まで救援したが、既に呉軍は撤退していた。

### 劉禅の即位

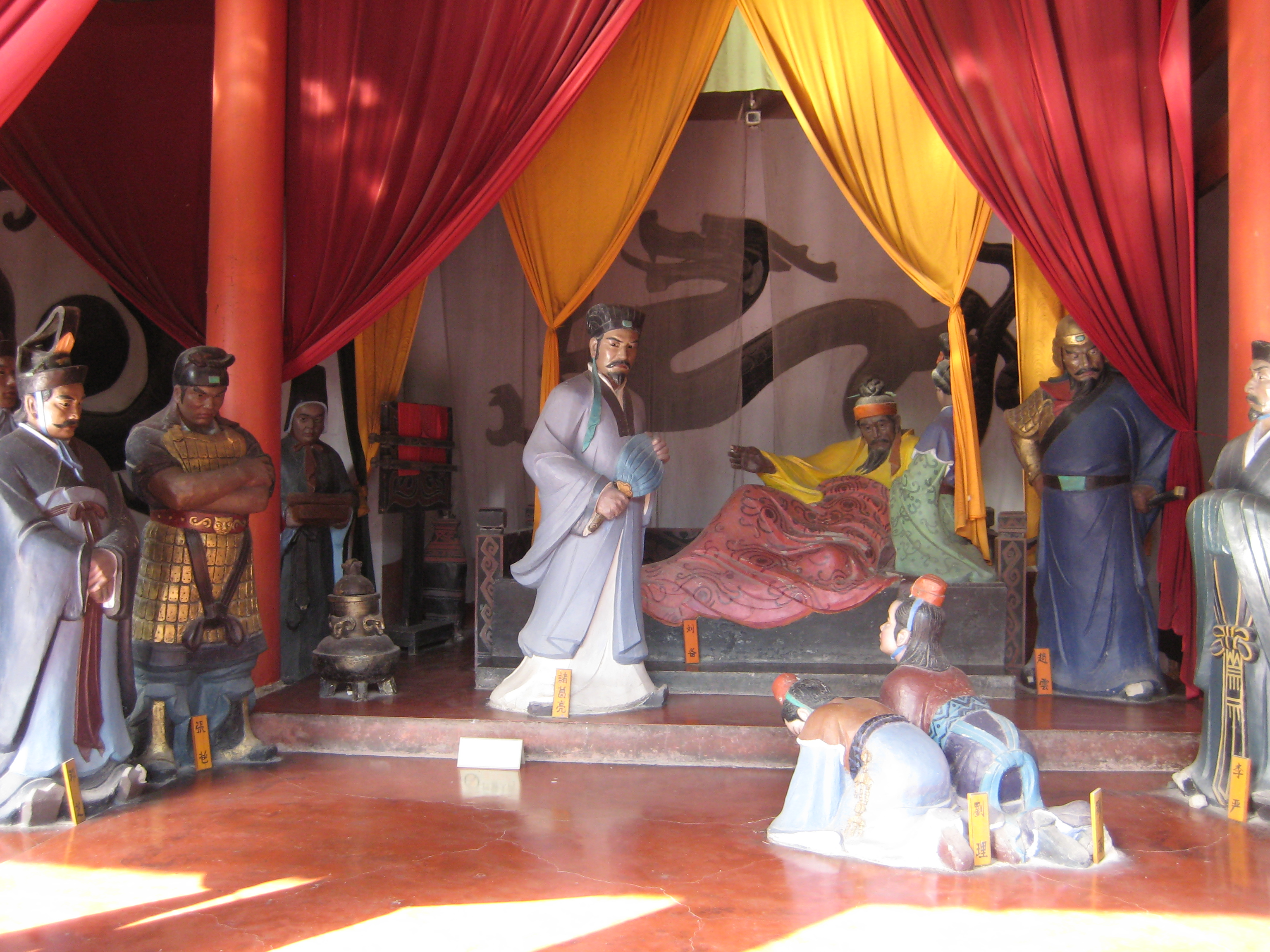
『白帝城』展示の塑像
弧を託す劉備と群臣たち
(右奥の青い服の人物：趙雲)

夷陵の戦いの大敗後、病を発して床に伏していた劉備は章武3年（223年）4月、永安宮にて崩御した。同年5月、元号を建興に改め、子の劉禅が即位すると、趙雲は中護軍・征南将軍へ昇進し、永昌亭侯に封じられ、のち鎮東将軍に昇進した。

### 第一次北伐

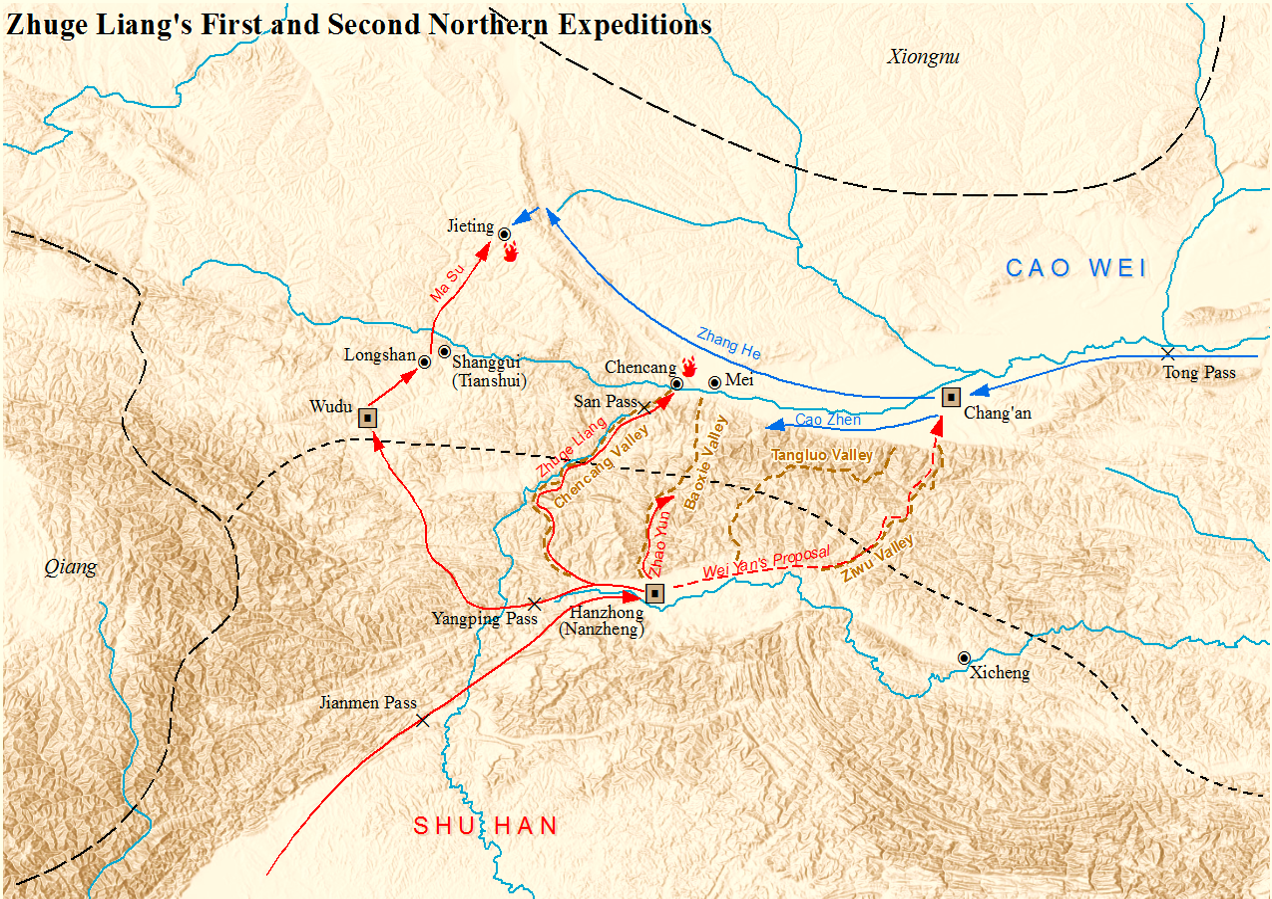
「第一次北伐」進路地図
（赤が蜀軍、青が魏軍）
右端の赤の点線は魏延が提案し、諸葛亮に退けられた進路。
隣の赤線は趙雲・鄧芝の進路。

建興4年（226年）、魏では曹丕が逝去し、曹叡が第二代皇帝に即位した。建興5年（227年）、諸葛亮は出師表を劉禅に上奏し、趙雲は諸葛亮と共に曹魏への侵攻に備え、漢中に駐留した。
建興6年（228年）春、諸葛亮が斜谷街道を通って郿を奪うと宣伝し、曹叡から派遣された曹真は大軍を進める一方、趙雲と副将の鄧芝は別動隊を率い、箕谷で囮をさせ、その間、諸葛亮は本隊を率いて祁山を攻撃し、動揺した南安・天水・安定の三郡が蜀に寝返った。趙雲と鄧芝は兵力で劣り、敵は強大であったことから、箕谷の戦いでは不利を強いられたが、兵士たちをよくまとめて陣を堅守し、大敗には至らなかった。
しかし街亭では、諸葛亮が先鋒に抜擢した馬謖が張郃に大敗し、蜀軍は手に入れた三郡を手放して漢中に撤退した。『水経注』によると、この撤退戦の際に趙雲は赤崖より北の百余里に渡る架け橋を焼き落すことで魏軍の追撃を断ち切っており、その後しばらくは鄧芝と共に赤崖の守りにつき、屯田を行っている。
『別伝』曰く、諸葛亮は鄧芝に「街亭で退却した際、将兵は散り散りになってしまった。しかし箕谷での撤退では離散しなかった。何故だろうか」と尋ねた。鄧芝は「それは趙雲自らが殿となったため、軍需品や器物はほとんど捨てず、兵も離散せずに済んだのであります」と答えた。諸葛亮は恩賞として趙雲が持ち帰った軍需品の絹を将兵に分配しようとした。しかし、趙雲は「敗軍の将になぜ恩賞があるのですか。どうかその品々をそのまま赤岸（赤崖）の倉庫に納めて、10月になってから冬の褒賞として配られますよう、お頼みします」と述べて敗戦の責任を明らかにし、この進言に諸葛亮は大いに喜んだという。
諸葛亮は「街亭では命令を違える過ちを犯し、箕谷では警戒を怠るという過ちを犯しました。その責任は任命した私にあります」と上奏し、諸葛亮は自身の位階を三階級下げ右将軍に降格、趙雲は鎮軍将軍に降格された。一方で、『華陽国志』では位階ではなく「秩を貶した」との記録がある。

### 最期
建興7年（229年）に死去、趙雲の長子・趙統が跡を継ぎ、官位は虎賁中郎（督）・行領軍に昇った。なお、諸葛亮が建興6年（228年）11月に上奏したとされている『後出師表』では、「漢中に至ってより一年、趙雲・陽羣・馬玉・閻芝…(中略)…を失った」とあり、228年11月以前に趙雲が亡くなったことになっている。

### 死後
死亡から32年後の景耀4年（261年）春3月、趙雲は順平侯の諡号を追贈された。法正・諸葛亮・蔣琬・費禕・陳祗・夏侯覇は死後すぐに、景耀3年（260年）9月に関羽・張飛・馬超・龐統・黄忠が、半年後に趙雲が追贈された。時の論はこれを栄誉とした。
『別伝』曰く、趙雲が諡を追贈される前、劉禅は詔勅で以下を述べた。
これを受け、大将軍の姜維たちは議を行い、以下を上奏したという。

### 滅亡
趙雲の長子・趙統のその後については、史料に明確な記述はない。炎興元年（263年）、魏の蜀漢討伐が開始されると、趙雲の次子趙広は牙門将（軍）として姜維に随行し、沓中にて戦死した。

## 人物

### 出自

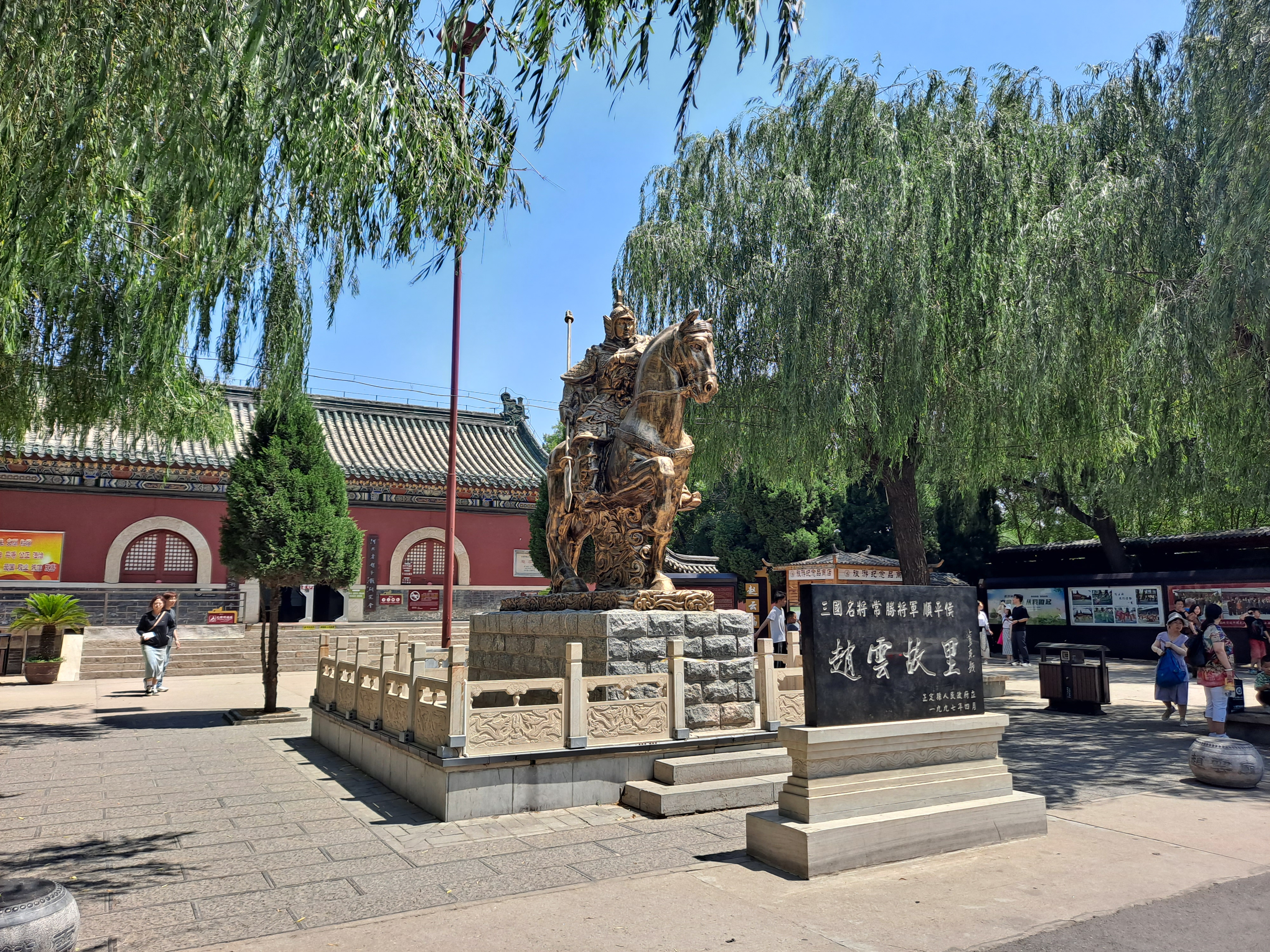
正定県『趙雲廟』

出自に関する記録は「常山の真定人」のみであり、家族背景についても不明である。渡邉義浩は、『別伝』の「劉備と同じ床で眠った」という記述と、「趙雲が曹操軍に降った」と報告した者を劉備が打ちつけ、趙雲を信じた逸話に触れ、二人の間に侠としての強いつながりが見られるとして、劉備・関羽・張飛らと同じく下層民と定義している。一方、具体的な根拠は挙げられていないものの、矢野主税は趙雲の出自を豪族と推定している。また、同じ趙姓であり、かつ常山真定の人でもある前漢の南越王・趙佗との繋がりがある可能性も挙げられているが、趙佗との直接的な関係を示す記録はなく、あくまで推測の域を出ない。
年齢は不詳、諱の「雲」と字の「子龍」は『易経』から、『季漢輔臣贊』曰く、性質は厚重、『別伝』曰く、身長八尺（約185cm）、姿や顔つきが際立って立派だったとある。

### 家族
詳細はそれぞれの該当記事を参照。
- 兄：名は不詳。『趙雲別伝』に記載。『三国志演義』には登場しない。
- 妻：名は不詳。民間伝承や『演義』関連作品では様々な妻が登場する。
- 趙統：長子。蜀漢の武将。『演義』では弟と共に趙雲の墓守を命じられる。
- 趙広：次子。蜀漢の武将。『演義』では兄と共に趙雲の墓守を命じられる。

### 子孫
正史および『趙雲別伝』には、趙雲の家族が蜀漢滅亡後にどうなったかの記述はなく、詳細は不明である。しかし、四川省西充県の趙氏に伝わる『西充趙氏宗譜』によると、蜀漢滅亡後、趙雲の長子である趙統と次子の趙広の子孫は皆四川に残り、趙広の息子とされる趙諮は射洪に、趙統の息子とされる趙纂は凡渓（現在の一碗水太平）にそれぞれ定住したが、元末の戦乱により一族は離散、明代にはわずか8人が残り、一族の趙権が西充から南部県神壩鎮橋楼村九龍山の麓に移住し、子孫は橋楼村を中心に広がり、後に三つの支流に分かれたと記される。神壩鎮には数千人の趙氏一族が存在し、西充の趙氏一族は数万人にのぼるといわれるほか、趙雲の故郷にある河北省正定県には、趙雲の子孫と称する人々によって、『趙雲廟』が再建されている。
また、清代の『続修江陵県志』によれば、趙雲には娘がいた（趙氏）とあり、関羽の息子関平に嫁いだという。

### 墓地
正史には趙雲がどこに葬られたのか記録はないが、趙雲の墓とされている墓が中国国内に複数存在する。その中でも、中国学会から広く認められている成都の『大邑趙雲墓』（趙子龍祠墓）には、趙雲が晩年にこの地に駐屯し、四川の異民族である青羌（羌族）の反乱を鎮圧したという伝承があり、関連遺跡が複数残されている。そのほか、『南陽趙雲墓』、『臨城趙雲墓』などがある（各趙雲墓の歴史沿革、民間伝承などの詳細は→｢大邑趙雲墓｣参照）。

## 趙雲別伝
『趙雲別伝』は裴松之が引用した文献の一つであり、趙雲個人の伝記である。本伝と区別するために「別伝」と称される。『三国志』趙雲伝が簡素な記述に留まるのに対し、『別伝』には趙雲の経歴や言動が詳細に記され、その文量は本伝のおよそ3倍に及ぶが、作者や成立時期が不明であるため、国家が編纂した正史と比べた場合、その信憑性は相対的に低く評価される。
『別伝』の記述に肯定的な意見として、矢野主税は、対象の人物の功績を残すのみならず、その人物周辺の政治的動向が反映されていることから、一般史書の欠を補う貴重な史料だとし、その一例として、『別伝』内に「蜀の後主が〔趙〕雲の死後賜った詔をのせているが如きにも見られる」ことを挙げている。また、家伝に依拠した可能性も踏まえつつ、「当時、世上に流布していた人物評を基として書かれた」という想定のもと、別伝とは「ある個人の作というよりも、当時の社会の作というべきもの（中略）換言すれば、門閥社会の、その人物に対する評価」ではないかとも述べている。また渡邉義浩は、「裴松之は、『趙雲別伝』については、内容的な誤りなどを指摘することはない。裴松之は、『三国志』を補うことができる史料と認定していたと考えてよい」と述べ、方北辰や周思源は、歴史人物（趙雲）の講義をTV番組で行った際、正史と共に『別伝』を採用している。
一方、別伝作品がその偏向性を指摘されるように、『別伝』もまた偏私の記述が多く、「趙雲を美化する目的で書かれた」とされている。渡邉義浩は、「陳寿の本伝と別伝の記述は大きく異なり、趙雲別伝は趙雲をはるかに立派な人物として描いている」とし、「〔『三国志演義』の作者は〕何の躊躇もなく趙雲別伝を採用している」とも述べている。また別伝作品を含む人物伝については、『隋書』の雑伝評価を踏襲し、史官の手慰みによるものとして問題視されることもある。

## 評価

### 歴史的評価

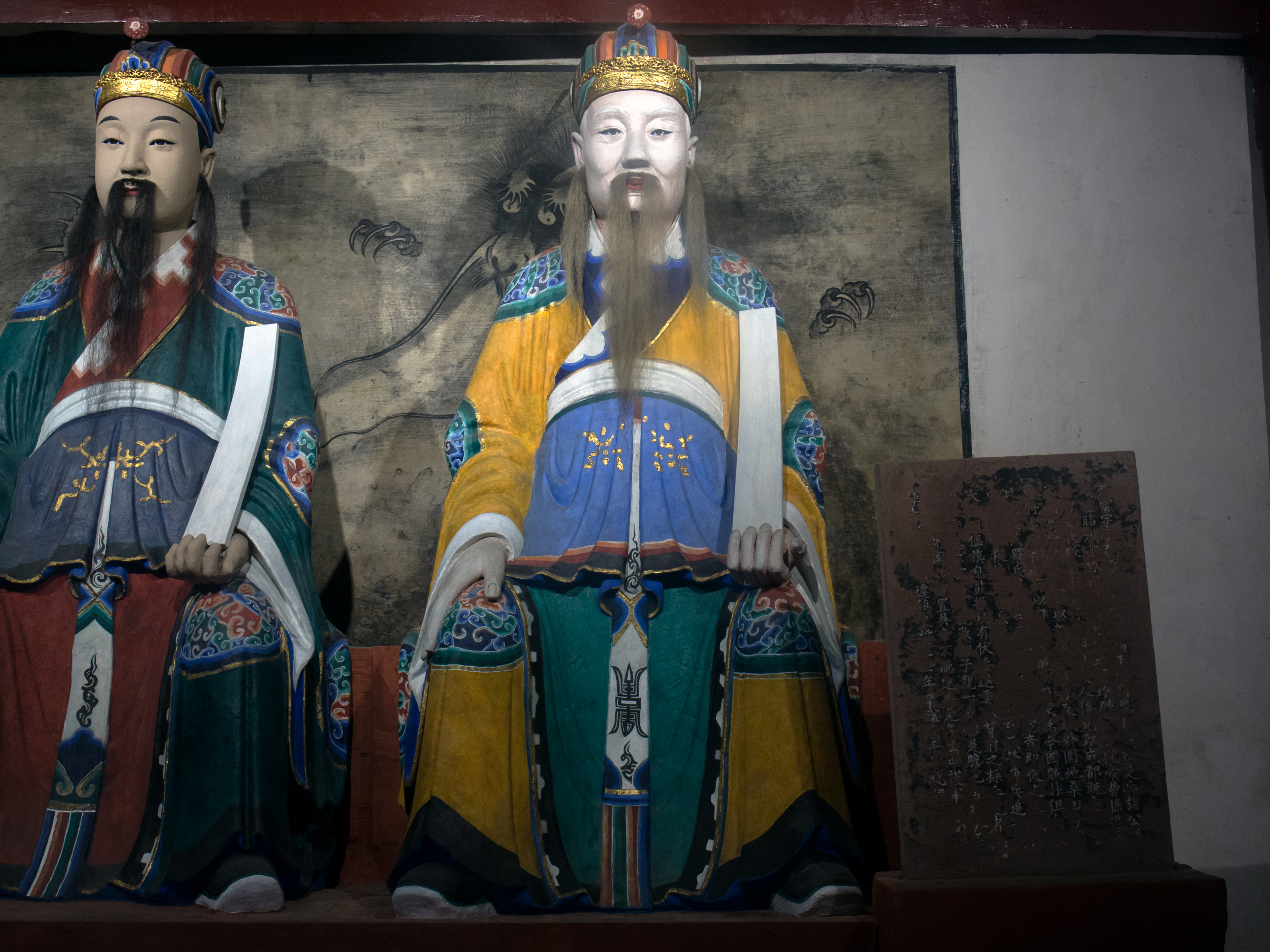
成都武侯祠『昭烈殿』「武将廊」
清代の趙雲の塑像（左：孫乾）

研究者間の趙雲の評価として、武の面については正史において趙雲が五虎将の末に立伝されたのは、他の武将ほど戦功が顕著でなかったためという見解が強い。官位が他の五虎将より一段劣る点については様々な論説があり、特に劉備が漢中王になった際に趙雲が昇進しなかったことについては、たびたび議題に上がり、以下のようなものがある。
武勲の上がらない特殊任務にばかり起用されたためとする見方のほか、益州平定後の田宅分配に見られる蜀漢政権の腐敗と趙雲の理想との不一致による低待遇、劉備に諫言したことがきっかけとなり、諸葛亮派に所属していたために劉備に警戒され、信用を失ったとするものなど、さまざまな推論・憶測が見られ、中には『三国志演義』を根拠として論じられることもあり、譚良嘯が苦言を呈したこともある。

趙雲への評価は、主に誠実・謙虚・政治的見識などの品性面とされ、故郷・正定県では明代頃に「見識ある人物」と評し、県の『郷賢祠』に顕聖忠臣の筆頭として清末まで祀られ、民間では清代に欒城と正定でそれぞれ『趙雲廟』が建てられた。四川省の成都武侯祠では、清代から現在に至るまで「武将廊」の筆頭で祀り、湖北・湖南省では品性面への評価に加え、忠勇は関羽にも劣らないとして、桂陽・南陽・安郷・芙蓉山・営盤嶺地方ほか、中国各地で「趙雲信仰」が起こり、これらはのちに、台湾やマレーシアへ移住した華人の趙雲信仰へと繋がっていくことになる。
このほか、康熙61年（1722年）には歴代帝王廟に従祀名臣の列に加わえられた。小林瑞恵はこのことについて、趙雲を不忠者と評しなかった清代の『演義』版本の流行による影響を指摘している。上野によると、「文武両道の儒将」という趙雲のイメージは『演義』から成立したといい（→#趙雲像の形象）、林盈翔によれば、趙雲の人物像およびそれに対する評価は、史書の記述のみに基づいたものではなく、歴史的記憶から創作物をもとに構築された文化的記憶への変遷を経て形成されたという。これは台湾の趙雲信仰においても同様である。こうした正史・演義の趙雲評について、鄺龔子は「『演義』の選択的記憶と記述は、個人の性質よりも集団的なものであり、羅貫中が編次、毛宗崗が改評したのは、普遍的に認められた歴史的意義を持つものである。小説中の趙雲は、戦功・地位・性格がより際立っているが、細部の虚構性を強調するよりも、正史『本伝』『別伝』から文学的再創造への移行を認識し、歴史的記憶が文化的記憶として凝縮され、文化的価値の規範が体現されたことを認識するべき」と評している。

### 個人の評価

#### 同時代
- 劉備：「子龍の一身はすべてこれ肝である」[18][225]
- 楊戯：「征南（趙雲）は厚重、征西（陳到）は忠克。精鋭を指揮し、勲功をあげた猛将であった」[175][176]

#### 明以前
- 陳寿：「①黄忠・趙雲は共に彊摯壮猛、揃って軍の爪牙となった。灌嬰・滕公の輩であろうか？」[226][227][注 47]「②陳到は名声・官位ともに常に趙雲の次にあり、どちらも忠節勇武な人物として称えられた」[229][176]
- 薛登：「武芸に関しては、趙雲は勇気があるが、諸葛亮の指揮を必要とした。周勃は偉大な人物だが、彼には陳平の策略はない。もし樊噲が蕭何の役目を担ったならば、必ず状況を見極めて適切な指示を出すという機会を逃してしまっただろう。逆に、蕭何が前線に赴いたとしても、君主を危機から救うような効果はなかったであろう。闘将は敵の攻撃を打ち砕くことに長け、謀将は事態を的確に予測することに長けている」[230]
- 大唐平百済国碑銘：「趙雲は一身全て胆、勇敢三軍。関羽は万人の敵、名声は百代に渡る」[231]
- 朱黼：「（対呉戦争の諫言について）この意見は深い洞察に基づいており、天下の情勢を的確に捉えている」[232]
- 陳造（中国語版）：「趙子龍が魏軍を退けた時、劉備は彼を「全身が度胸の塊」と称賛し、後世に語り継がれるべき武勇だと述べた。まさに死地から生還し、敗北を勝利へと転換させたのだ」[233]
- 鄭元佑（中国語版）：「趙雲が蜀で民を安んじたように、無限の需要を限られた資源で共有するのは得策ではない」[234]
- 蕭常（中国語版）：「趙雲は勇猛の臣でありながら、その建言は賢明であり、国体に通じていた。田畑や家屋を返還して民心を大切にしたり、軍資を冬の下賜にしたり、呉を赦免して魏を重視したりと、諸葛亮でも考えに至らない考えを有していた。同姓を理由に趙範の兄嫁を受け入れないなど、己への厳しさは当時の武将の中でも随一ではないか？」[235]
- 郝経：「趙雲は忠誠を尽くして、その身をもって君主を守り抜いた。その志は初志貫徹であり、漢の忠義の士であった。功績と志は曹樊（曹参と樊噲）の輩のようである。趙雲は特に深識遠慮である。勇ましいが注意深い。たびたび忠言を献じ、その度に時勢を的中させた」[236]

#### 明代
- 方孝孺：「昭烈（劉備）のこの上ない仁愛と厚情、孔明の忠義と従順さは、まことに君臣の模範とすべきものである。また、蒋琬、費禕、董允の国を治める手腕、関羽、張飛、趙雲、馬超の用兵、さらには諸葛氏に諸葛瞻・尚が、関氏に関彝、張氏に張遵、趙氏に趙広など、その由来を推し量るに、昭烈と孔明の事績は、単なる功業の範囲や成敗の結果を超越したものがある」[237]
- 楊時偉：「子龍の心は金石を貫き、雲天を凌駕し、関張にも劣らない」[238]
- 范光宙：「趙雲の終始を鑑みるに、おのずとそれは大臣の器量であると言えよう。どうして単なる名将と評して済ませられようか？」[239]
- 李賢：「智勇兼ね備わる。子龍はまさに古代の大臣の風格があると言えよう」[240]
- 李紀：「昭烈（劉備）は趙雲を使って漢中を奪い、関羽を遣わし樊城を攻めた」[241]
- 徐奮鵬（中国語版）：「子龍は全身が胆力であるだけでなく、おそらく全身が智謀である。まさに天下三分における完璧な人物と言えよう」[242]
- 王士騏（中国語版）：「趙雲の言動を注視すると、彼は単なる名将ではなく優れた洞察力を持つ大臣としての器量を備えていることが分かる。これは趙雲のような優れた人物を武勇だけで評価するのは、彼の深い識見や政治的な能力を見落としてしまうという短見を戒めるものである」[243]
- 沈国元（中国語版）：「趙雲が田宅を拒否し、魏を滅ぼそうとしたのは、単なる武将としての勇気ではなく、古代の賢臣のような深い政治的見識に基づいた行動である。このような志気を、単なる武将としての能力だけで判断すべきではない」[244]
- 宋徴璧（中国語版）：「張遼と趙雲は敵陣を我が物顔で動き回り、その勇猛果敢な振る舞いで敵を圧倒し、恐れさせた。しかし自分の勇猛さを頼りにするようなやり方は、大将としての真の力量とは言えない」[245]
- 鍾惺（中国語版）：「趙雲の始終を観るに、およそこれは大臣の器量であって、単なる名将に留まらない」[246]
- 張萱 (明)（中国語版）：「趙雲・文鴦は、何万もの敵の中に単騎で飛び込み、向かうところ敵なしだった」[247]
- 張溥（中国語版）：「（対呉戦争の諫言について）（趙雲は）大義を理解し政策を決定するという点で魯粛と同じだったが、劉備は彼の諫言を聞き入れなかった」[248]
- 万応隆（中国語版）：「趙雲は漢の賊は討たざるを得ないと考えたため、彼に家を授けても顧みなかった。「漢の賊がまだ滅びていない」という一言は、『春秋』の言葉よりも厳格であり、大いなるかな、すなわち天下の溺れるをおのれが溺れるがごとき心なのである」[249]

#### 清代
- 王夫之：「猇亭で敗れ、先主（劉備）が亡くなり、国の精鋭は夷陵で尽きた。趙雲のように公（諸葛亮）の志に共感する老将もいなくなった。（中略）もし先主が、関羽を信頼したように公を信頼し、趙雲の言葉を聞き入れて東征をやめ、曹丕が天下を簒奪したばかりで人心も定まっていないときに、孫権と手を結んで中原を問いただしていたならば、国力もまだ十分で、士気もまだ盛んだった。漢の運が衰えていたとしても、なぜ英雄の血が許昌と洛陽に流されず猇亭にのみ流される必要があったのか？」[250]
- 黄彭年：「趙雲は数十騎で敵に遭遇し、門を開け旗を伏せ、戦鼓を止め敵を油断させるという大胆な戦略で勇気を示した」[251]
- 李景星：「関羽・張飛・馬超・黄忠・趙雲はいずれも蜀の名将である。故に合伝されている」[252]
- 趙作羹：「（益州農地分配の諫言について）趙雲の提案を見るに、これは統治の基礎と言える」[253]
- 林暢園：「孫夫人の横暴は趙雲と法正によって制御できた。このように賢者は国にとって非常に有益である」[254]
- 陳允錫：「（東征に対する趙雲の諫言について）これは素晴らしい戦略だ。劉備はそれに従わず敗れた。天は漢に味方しなかった」[255]
- 計大受：「（東征に対する趙雲の諫言について）この時点で彼は諸葛亮の大節に値する人物だ。そこには古代の大臣たちの遺風がある」[256]
- 陳淡野：「人はみな器であり、各々にはそれぞれの器量を持っている。 天地のごとき器量は聖人や皇帝がそれに倣うのと同じである。 山川大海の器量は貴人の定めである。 （中略）郭子儀には福の器量あり、諸葛亮には智の器量あり、歐陽永には才の器量あり、呂蒙正には寛容の器量あり、趙子龍には勇の器量あり、李德裕には力の器量あり。これらはすべて偉大な器である」[257]
- 王復礼：「①順平（趙雲）はまさに儒将であった。自己を律するは厳しく、人との接し方は慎重であった。道理を見る目は明晰で、私心を捨てる力は強かった。当陽（長坂）で後主を救い、奮って身を顧みず、漢水（漢中・定軍山）で功績を立て、その威勢は虎のようであった。ことわざにあるように、「胆欲大而心欲小。志欲圓而行欲方。（胆は大きく、心は小さくあれ。志は円く、行いは方正であれ）」。まさに順平のことである」[258]「②当陽の戦いと孫夫人の帰郷においては、もし趙雲がいなければ、後主は命を落としていたかもしれない。ゆえに功績・才品は言うまでもなく三国の諸人に勝っている」[259]
- 呉雲（中国語版）：「天性の勇猛さを持ち、将軍でありながら自ら矢石を浴び兵士を率いて最前線に立つ。これは趙順平（雲）、常開平（遇春）の遺風だ」[260]
- 李榘（中国語版）：「蜀の猛将といえば、世の中では必ず関羽と張飛を最初に挙げるだろう。彼らの勇猛果敢な気概と、忠義を貫く節操は、古今を通じて傑出した人物と言える。しかし、彼らが欠けていたのは智謀であり、それが原因で敗れてしまった。私が思うに、趙雲は武将として、一万の敵にも恐れられる勇気を心に宿し、その胆力は君主に称賛され、関羽や張飛にも引けを取らない。さらに、賞の辞退や呉への出征を諫めるなど、謙虚で深く考え、時勢を見極める能力は、関羽や張飛には及ばない。まさに真の良将である。劉備、諸葛亮、関羽、張飛、そして趙雲は力を合わせて漢の復興を目指した。しかし、関羽と張飛が亡くなり、その後劉備も世を去り、趙雲が亡くなり、諸葛亮もまもなく世を去る。蜀には君臣ともに優れた人物がいなくなり、滅亡を免れることはできなかった」[261]
- 朱軾（中国語版）：「趙雲・関羽・張飛・馬超・黄忠、強者を併称して五虎将。陳寿は、趙雲の剛強で勇猛なところを灌嬰と滕公にたとえたが、これは趙雲のすべてを言い尽くしたものではない。趙雲は知略が深く、度量が広く、公孫瓚の反乱の際、使者とのやり取りでその才を見せた。劉備との関係は、鄧禹が光武帝に仕えたように、先見の明があった。当陽での護衛は、麦飯豆粥を煮るような手間を惜しまないほど徹底していたし、漢中の戦では、戦況を転換させるような巧みな戦略を立てた。夏侯蘭を推薦し、自分と親しくなることを避け、岑彭のように韓歆を有用な人物と見抜き、馬武のように旧部下を率いようとしなかった。趙範からの結婚の申し出や田園の贈与などを固く拒み、憂国の念を抱き公務に励む様子は、呉漢が妻が多くの田地を買ったことを怒ったという故事に似ている。要するに、趙雲の計略や戦略は、特に出兵を諫める言論に際立っていた。その見解は、諸葛亮の平生の用兵と大筋において似ており、もし趙雲が生きていれば、大将軍の地位は姜維ではなく趙雲に与えられただろう」[262]
- 易佩紳（中国語版）：「趙雲は武臣であったが、儒臣としての性格も併せ持っていた」[263]
- 李光地（中国語版）：「趙雲と張嶷は偉大な将軍であるだけではなく、明決で思慮深く、成熟した人物であり、古の重臣に選ばれるだろう」[264]
- 厳如熤（中国語版）：「褒斜道の桟道、桟閣は趙雲と王平のような忠実で謹慎な良将を配置し、その指揮を任せたのは当然のことであった」[265]
- 牛運震（中国語版）：「『趙雲別伝』には、劉備との係わり、田宅贈与の辞退、東征に関する助言などの経緯が記されているが、いずれも全体的な情勢把握という点で注目に値する」[266]
- 朱可亭（中国語版）：「①趙雲は関羽、張飛と共に、馬超・黄忠を加え五虎将と呼ばれた。陳寿は彼らの強靭・勇猛な姿を見て、灌嬰や滕公に匹敵すると評した」[267]「②孫臏は竈の数を減らして敵を欺き、虞詡は竈の数を増やして敵を威嚇した。趙奢は陣を築いて守りを固め、趙雲は陣を開いて敵を惑わせた。このように虚実と強弱は戦況に応じて変化し、軍事は常に予測不能なものである」[268]
- 魏裔介（中国語版）：「（前略）西南の文武の佐命は、諸葛亮、関羽、張飛を以て先とするが、しかしながら、私は順平（趙雲）を見るに大節が磊々として、ただの名将というだけでなく誠に古の大臣と呼ぶにふさわしい。長坂の戦いにおいて、順平がいなければ、劉禅（阿斗）母子は危うかったであろう。北山の戦において、順平がいなければ勝利を得られなかったであろう。漢中において、昭烈は順平を称えて、「子龍の一身はすべて胆である」と言った。私が思うに、胆とは忠義が集まったものである。忠義が性から発せなければ、どうしてこのような胆を持つことができようか。また、成都に田宅を構えようとしなかったのは、霍去病の言葉を引いて、「匈奴を滅ぼさぬうちに、どうして家を構えることができましょう。今の国賊は匈奴ばかりではない。天下が定まるまで安んじることはできない。天下が定まれば、それぞれ故郷に戻って耕すべきです」と言ったことは、まさにその通りである。また、先主（劉備）が東征しようとしたときに諫め、「国賊は曹操であって孫権ではない。関中を図り、河渭の上流から凶賊を討つべきである」と言った。その識見は特に素晴らしい。惜しいことに、先主は諫言を聞き入れず、独断で進んだために敗れ、王業が中絶してしまったことは、まことに嘆かわしい。順平の言葉を採用して、孫権を捨てて関中、秦隴（長安と涼州）を奪取していれば、漢室は興隆したであろう。先主は人を見る目はあったが、用兵の識見は時勢や権謀術数に暗かったため、自ら軍を率いるとしばしば敗れた。しかし順平のような優れた武将を、微賤の身から見出して終生信頼し合ったことは、先主の大きな功績である。史書に記された順平の功績は古今に輝き、陳寿は趙雲を灌嬰や滕公に匹敵する人物と評した」[269]
- 同治桂陽直隷州記：『順平（趙雲）は勇猛な虎将、土地を平定し城塞を鎮めた。婚姻を拒み田宅を辞退、その毅然とした意志は一層勇気で奮い立つ』[270]
- 乾隆帝：「趙雲が言ったように渭水の上流から逆賊を討てば、漢王朝は再興できたかもしれない」[271]

#### 民国
- 盧弼：「絶世の美女の樊氏を子龍が受け入れなかったのは、関羽が秦宜禄の妻との結婚を懇願したのに対して賢明な行いだ」[272]
- 李澄宇：「長坂の戦いで趙雲が後主を抱いて保護し、甘夫人もみな難を逃れた。孫夫人が呉に戻ると、趙雲と張飛は河を遮って後主を奪還した。この二つの出来事は今でも私たちの心に鮮明に残っている。彼の逝去後、関羽・張飛・馬超・龐統・黄忠と同じく美諡を与えたのは良い行いだ」[273]
- 梅公毅：「将軍になるためには、大胆にして細心であること。大胆であれば勇気があり、細心であれば賢明さを養うことができる。そのため、敵を打ち破って勝利を収めることができるだけでなく、不利な状況に陥っても致命的な敗北を喫することはない。三国時代の将軍の中でこれができるのは、魏の張遼と漢の趙雲だけだ」[274]

#### 現代
- 方北辰：「三国名将の中で、私は特に趙雲に高い感銘を受けている。彼は忠誠心と勇敢さで知られるが、その忠と勇は常人よりも高い境地にあった。忠について言えば、劉備個人に尽くすだけに留まらず、約束を守り職責を放棄しないという、より高い境地へと高められ、さらには人間性に忠実であり、弱者を見捨てないという最高の境地にも到達していた。勇について言えば、彼の基本的なレベルは戦場で敵と激しく戦うことだが、しかし、より高いレベルは、朝廷で君主に対して率直に直言・諫言を述べる勇敢さである。このように高い境地にある忠勇は古代でも稀有であったが、現代社会ではさらに貴重である」[275]
- 周思源（中国語版）：「歴史上の趙雲は、功績において他の英雄たちに匹敵するものではなかったかもしれないが、人々が及ばない美徳を備えていた。（中略）公私を明確に区別し、小さな義理と大きな義理を見極める能力に長け、彼は（東征で）道理を非常に的確に説明し、警告を発した。これらのことから、彼は単なる武将ではなく、政治的な知恵と遠大な見識を持つ戦略家であったと言えるだろう」[74]
- 井波律子：「蜀の五虎将は、おのおのユニークな味わいをもつ傑出した武人であり、その個人的武力は甲乙つけがたいが、ただ、プロフェッショナルな武将としての総合的な力量は、趙雲に一日の長があるように思われる」[276]

## 創作における趙雲

### 三国志演義

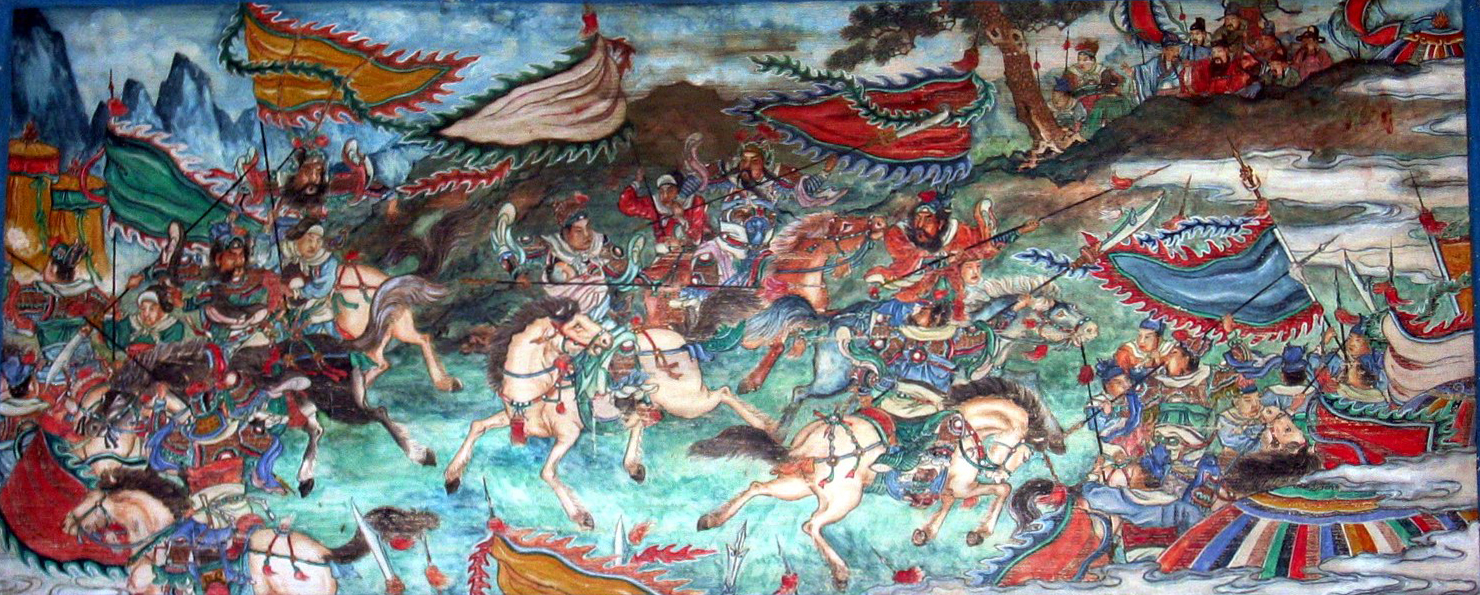
頤和園長廊「趙子龍大戦長坂坡」

羅貫中によって書かれたとされる長編白話小説『三国志演義』（以下『演義』）において、趙雲は初登場時の少年から70代の老将軍に至るまで長く活躍する。大胆かつ細心で、知勇兼備の着実な武将として描かれ、「常山の趙子龍」の名乗りで知られる。『演義』において、趙雲が単騎で劉備の子・阿斗を救出する「長坂坡の戦い」は趙雲の武勇と忠義を象徴し、関羽・張飛・馬超・黄忠ら蜀漢の諸将と並んで「五虎大将軍」（五虎上将・五虎将とも）の一人となっている。この称号は、『三国志』の撰者である陳寿が5人を一つの伝にまとめて記述したことが由来とされ、『演義』のほか『三国志平話』（以下『平話』）などの語り物芸にも採用された架空の称号である。

#### 趙雲像の形象
『演義』の基となった『平話』や元雑劇において、趙雲は特筆すべき活躍を見せておらず、史実で孫夫人から阿斗を張飛とふたりで奪還した逸話が、『平話』では張飛ひとりの手柄に作り替えられている。羅貫中は『別伝』の逸話をそのまま多く採用・引用することでこれを修正しているように、『平話』は『演義』の趙雲形象に影響を与えていない。
このことから、『演義』の趙雲像は比較的史料を踏まえて形成されたと見なせるが、羅貫中はさらに、正史から読み取れる知的な印象に、勇猛さを表す描写を史実よりも大幅に加筆・強化し、その結果、井波律子が「士大夫の美学の結晶」と評したように、才能・徳・知勇を併せ持つ中華民族の伝統的美徳を体現した、ほぼ欠点のない「文武両道の儒将」という完璧なイメージが作り上げられた。しかしこれは、索紹武がその完璧さを逆に「欠点」と見做すように、『演義』の趙雲は「人間的魅力がない」と指摘もされる（→#演義の評価）。
「義に厚くプライドの高い関羽」や「乱暴者の張飛」といった個性的な登場人物たちが多い中、「冷静沈着な趙雲」は劉備・諸葛亮の双方から重要な任務で重用される描写が多い。上野隆三によると、登場時期が比較的早く、五虎将のうち一番最後まで生き残るという都合の良さも相まって、史実では本来無関係な場面において劉備の護衛あるいは関羽・張飛を補う存在として登場しており、失敗を犯しがちな張飛に対し、趙雲は行動にほぼ欠点がないが、これは大衆に好まれた「暴れん坊・張飛」の個性を対比により際立てる働きを持っているという。一方で周思源は、趙雲が少年の時に文醜と互角に渡り合うという印象的な登場シーンに始まり、他の五虎将は終わりを良しとしなかった中、趙雲は生涯の最期まで敵将を討ち取る武功を上げており、これは羅貫中が趙雲という人物の人生を丹念に作り上げ、趙雲を特に愛していたことを反映していると指摘するように、『演義』の武将の一騎打ちで、趙雲が全武将中最多の勝利数を収め、また長坂坡の戦いで曹操軍の将軍50人を討ち取るといった武勇を際立たせる描写は、羅貫中の理想の人物像であり、個人的な趙雲への肩入れの表れとの見解もある。そのほか、陳香璉は、趙雲が『平話』において活躍が少なく、形象が弱められていたことによって五虎将のバランスが崩れていたのを、史料に基づいて趙雲を本来の姿に戻し、バランスを保つために羅貫中・毛宗崗の二人が調整したと分析している。

#### 『演義』の設定

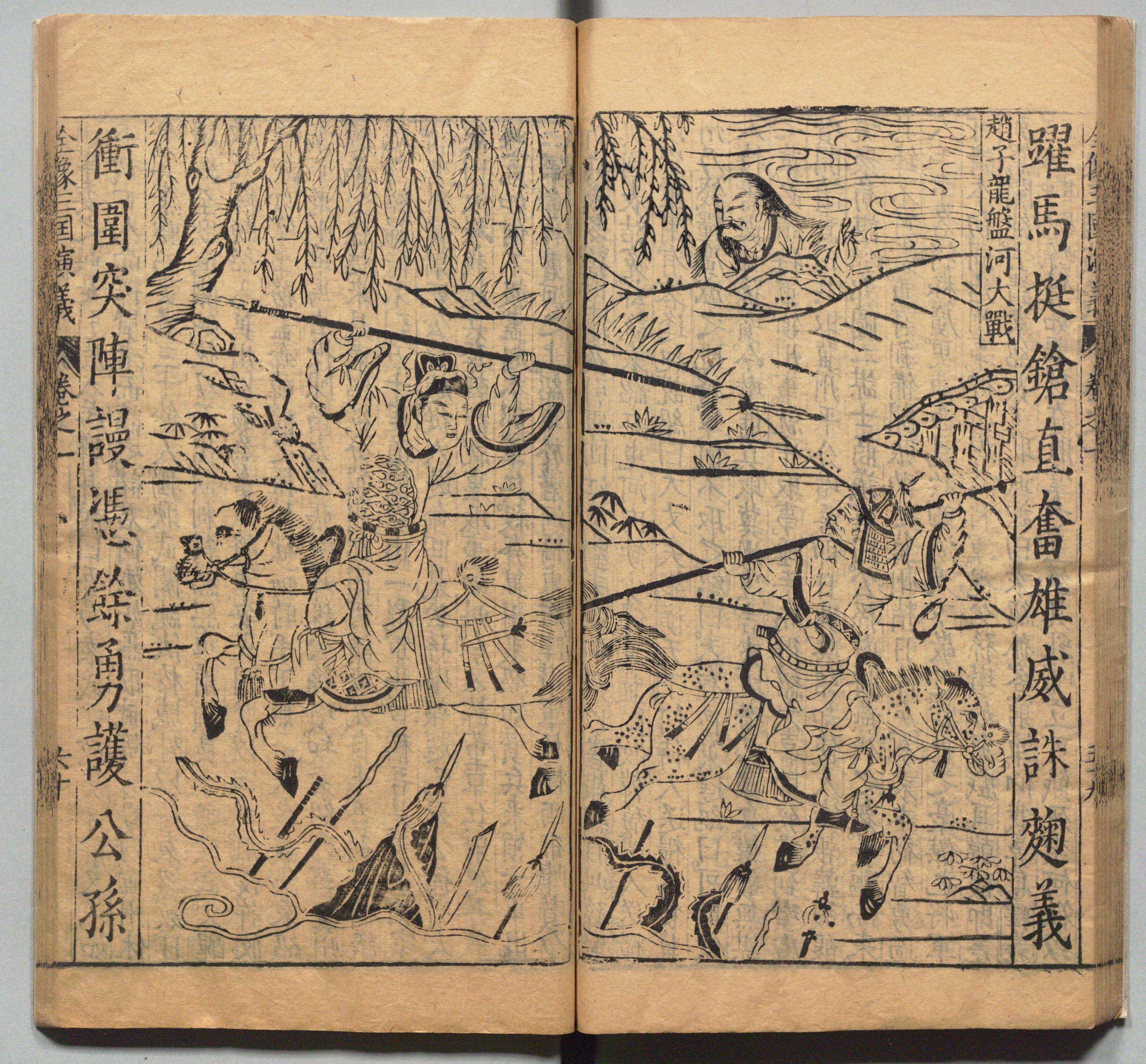
明代（万暦）『三國志通俗演義』
麹義と戦う少年趙雲(左)

『演義』の古い版本である嘉靖本では「身長八尺，濃眉大眼，闊面重顏，相貌堂堂，威風凛凛」（身長約185cm、濃い眉に大きな目、広い顔に広い額、端正で堂々とした容貌、威風があり凛々しい姿）とある。毛宗崗本では「相貌堂堂」が消え、「闊面重顏」が「闊面重頤」（広い顔に重なったあご）に変更されている。
史実では生年不詳のため正確な年齢は分からないが、『演義』では191年の初登場時に「少年」として描かれ、228年の北伐で「70歳」になっている。70歳を基準とすると、以下（左表）のようにさまざまな矛盾点が現れ、しばしば研究者間で議題に上る。沈伯俊は、これを「羅貫中の計算ミス」として10歳若くし、他の矛盾も無くなる合理的なものにした（右表）。一方、当時40歳以上の曹休が少年将軍と記され、40代の陸遜が若い美形の書生と表現されるように、これらの描写は人物像を際立たせるための意図的な文学的表現との解釈もある。
| 『演義』の70歳を元にした年齢 | 『演義』の70歳を元にした年齢 | 『演義』の70歳を元にした年齢 | 沈伯俊の著書（-10歳） | 沈伯俊の著書（-10歳） | 沈伯俊の著書（-10歳） |
| 西暦                         | 年齢                         | 実際の描写                   | 西暦                  | 年齢                  | 実際の描写            |
| ---------------------------- | ---------------------------- | ---------------------------- | --------------------- | --------------------- | --------------------- |
| 228年                        | 70歳                         | 第一次北伐                   | 228年                 | 60歳                  | 第一次北伐            |
| 225年                        | 67歳                         | 孔明が｢中年｣と呼ぶ           | 225年                 | 57歳                  | 孔明が｢中年｣と呼ぶ    |
| 219年                        | 61歳                         | 関羽が｢弟｣と呼ぶ             | 219年                 | 51歳                  | 関羽が｢弟｣と呼ぶ      |
| 211年                        | 53歳                         | 小将と称する                 | 211年                 | 43歳                  | 小将と称する          |
| 208年                        | 50歳                         | 長坂坡の戦い                 | 208年                 | 40歳                  | 長坂坡の戦い          |
| 191年                        | 33歳                         | ｢少年｣として登場             | 191年                 | 23歳                  | ｢少年｣として登場      |

#### 『演義』の主な事績

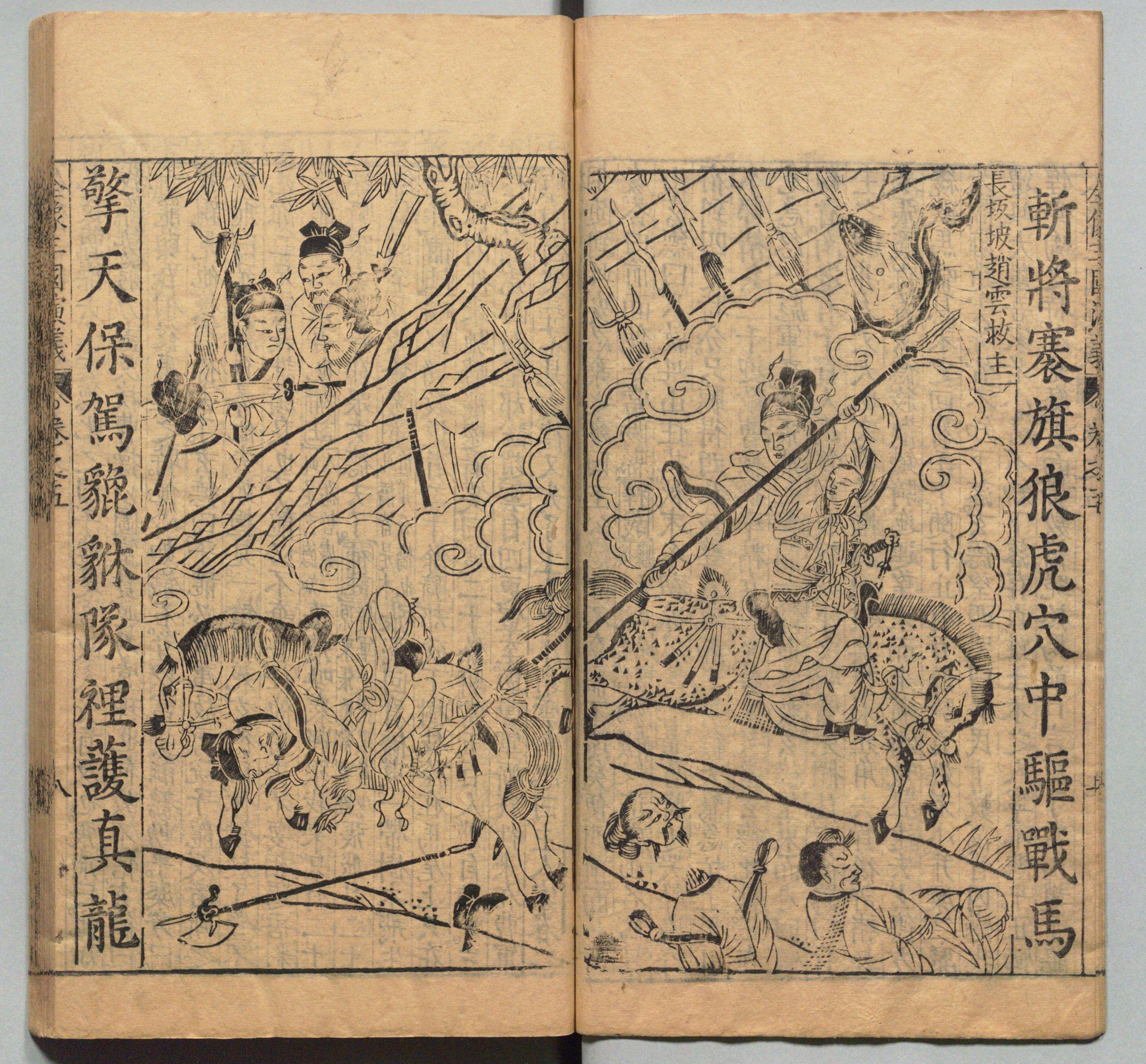
『長坂坡趙雲救主』

- 『演義』では趙雲は当初、袁紹に仕えていたが[注 60]、民を顧みない人物だと判り公孫瓚の元へ向かうと、袁紹配下の文醜に襲われているところに遭遇し、少年でありながら文醜と五、六十合渡り合い、文醜は退却。公孫瓚は趙雲を臣下に迎え、そこで劉備・関羽・張飛たちと出会う。一度劉備らと別れたのち、公孫瓚が敗北すると、趙雲は各地を放浪の末に劉備と再会、配下となる[338]。
- 荊州では劉表の後継ぎ問題に巻き込まれた際には、趙雲が劉備の護衛につき[339]、赤壁の戦いでは諸葛亮を迎えに行く[340]、孫権の妹（孫夫人）との縁談のために劉備に付き従うなど[341]、『演義』では護衛任務につくことが多い。
- 「博望坡の戦い」では、正史よりも早く劉備に迎え入れられた諸葛亮（孔明）の策により、夏侯惇らに勝利する[342][注 61]。
- 「長坂坡の戦い」は史実よりも大きく脚色されている。趙雲は劉備の妻子の護衛任務を受けていたが、混乱の中で見失ってしまう。捜索中に敵将の夏侯恩（架空の人物）を討ち取ると、宝剣「青釭剣」を手に入れる[注 62]。捜索の間、『別伝』に記される「趙雲が曹操軍のいる方角へ逃走するのを見た」と劉備に告げた人物（無名）が、『演義』では糜芳となっている。
阿斗（劉禅）と糜夫人を発見すると、足手まといになることを恐れた糜夫人は、阿斗を託して井戸に身投げし自害する[注 63][注 46]。趙雲は阿斗を懐に抱え、大軍の中を単騎駆けし、50人の敵将を討ち取る。帰還した趙雲が糜夫人の死を告げ阿斗を差し出すと、劉備は阿斗を地に投げ捨て「おまえのために大事な将軍を失うところであった！」と言う。趙雲は慌てて阿斗を拾い上げるが、劉備の言葉に感激して涙する[352][注 64]。
- 桂陽攻略では、趙範は臣下の陳応（架空の人物）が撃退されると降伏。趙範と趙雲は同郷同年生まれと分かり、喜んだ二人は趙雲を兄として義兄弟の契りを結ぶ。趙範は亡くなった兄の嫁・樊氏を娶るよう勧めるが、趙雲は道理に背く行為だと怒り、両者は再び争いになるが、結果、趙範は捕縛される。『別伝』では趙範が信用ならないことを理由に縁談を断ったとするが、『演義』は征服地で妻を娶ると劉備の名声が落ちることを理由に固辞し、劉備を感嘆させる[355]。
- 漢中を手に入れた劉備は漢中王になり、虎威将軍として五虎大将軍に封じられる[注 65]。五虎将筆頭になったことを伝えられた関羽は、黄忠と同格にされたことに怒り、その際、趙雲について「子龍は兄（劉備）に長く仕え、私の弟も同然」と言及する[357]。
- 関羽を孫権に殺され怒った劉備を、趙雲と諸葛亮は止めようとする[注 66]。これを聴きいれなかった劉備は夷陵で大敗、心労から病にかかり死期を悟ると、諸葛亮と趙雲を呼び寄せ後事を託す[358]。
- 史実では南蛮征伐に赴いたかどうかの記述はなく不明だが、『演義』ではこの戦いに参じ、鎮南将軍に任命される[359]。
- 第一次北伐も『演義』では大いに脚色され、趙雲は高齢を理由に北伐の人選から漏れ、抗議の声をあげる。同行を求める鄧芝と共に出発した趙雲は、韓徳（架空の人物）の息子たちをつぎつぎに討ち取り、70代の老兵でありながら獅子奮迅の活躍を見せるが、夏侯楙の軍勢と対峙した際、深追いして程武の計略にかかってしまう。そこへ張飛の息子張苞、関羽の息子関興が軍を率いて助けに現れ、窮地を脱する。その後は殿となって損害なしで無事帰還する[360]。
- 諸葛亮が諸将と打ち合わせ中、突然一陣の風が吹き庭の松の樹が折れる。不吉な予感がした諸葛亮の元に、趙雲の息子の趙統・趙広が「父が昨晩病没した」と告げに来る。諸葛亮は「国家は棟木と梁を失い、わたしは片腕を失ってしまった」と涙ながらに言う。劉禅も声をあげて泣き、趙雲に大将軍・順平侯の爵位（史実では「順平候」は諡号）を贈ると、成都の錦屛山に埋葬し、趙雲の息子たちには墓守をするよう命じる[361][注 67]。

#### 『演義』の評価

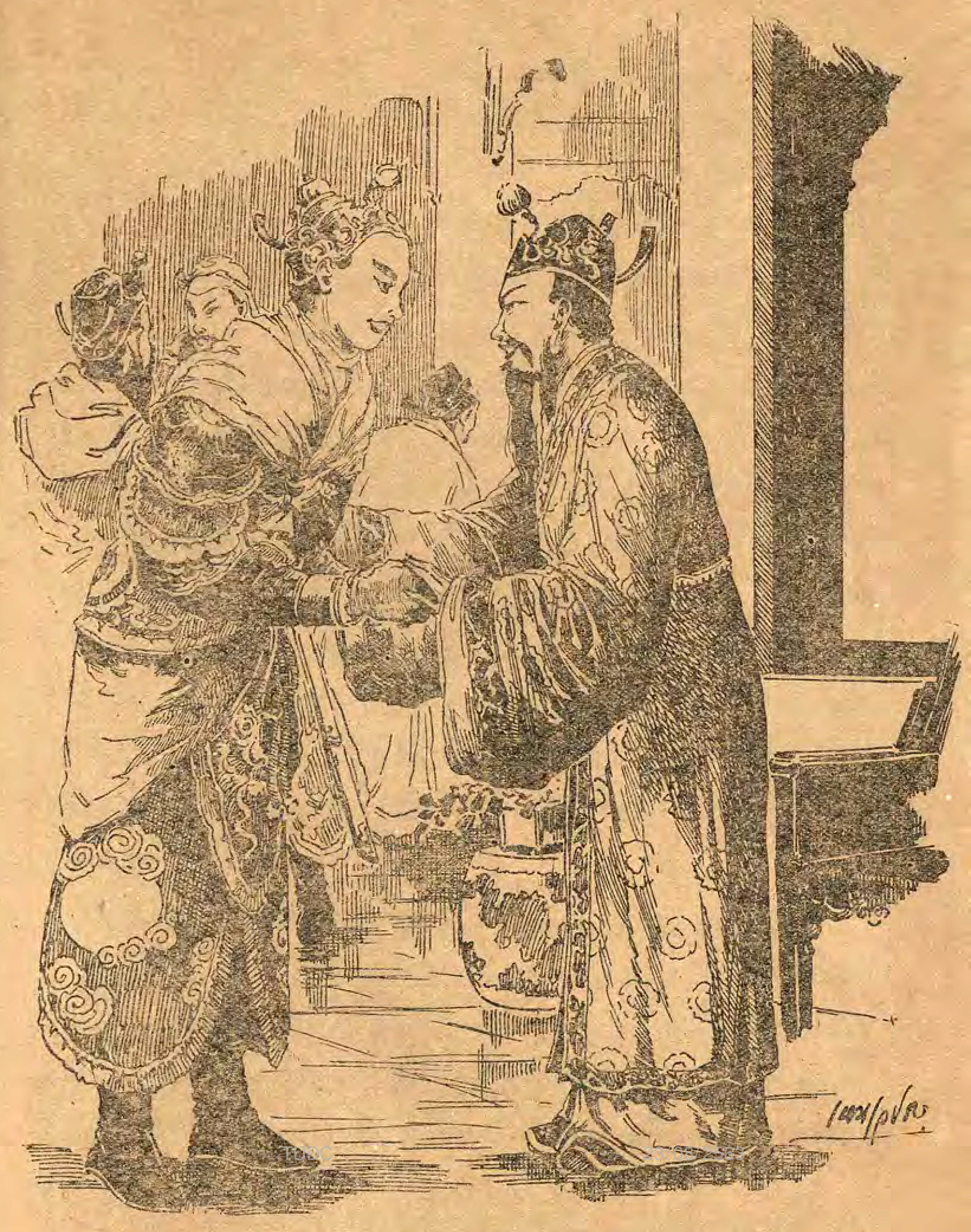
タイ版『三国』（1944年）
趙雲(左)と劉備の挿絵
Hem Vejakorn

中国では古くから、関羽は神として、張飛は豪快な武将として庶民に愛され、高い人気を誇っていた。しかし時代が下るにつれ、趙雲のような冷静・誠実・謙虚な人物が好まれる傾向が強まった。沈伯俊によれば、現代中国において封建時代のような関羽への畏敬や崇拝は失われており、傲慢・傍若無人な態度は、現代人の価値観と相容れずイメージが低下した傍ら、趙雲の勇敢な戦いぶりや美徳は現代人にも理解しやすく、評価が自然と高まったという。一方、趙雲の美徳は無個性で「欠点」と見做されたり、完璧すぎる芸術的イメージ故に「人の心を深く打つ力に欠ける」と批評される向きもある。また、郭瑞林によると、趙範の兄嫁を妻にすることを拒んだ趙雲について「偽善的」だと批判し、「道学者のよう」だとする論者（無名）も存在するという。
林盈翔によると、しかしこのような評価はあくまで一説であり、学界における趙雲像研究においての共通認識は、「最も（あるいは諸葛亮の次に）読者の心をつかんだ人物」でほぼ一致しているとされる。『演義』の人気投票では絶大な人気の諸葛亮に次いで2位、または1位になることもあり、日本でも同様に人気の高いキャラクターとなっている。女性人気が高いとされるが、方北辰はこの傾向について、「幼い赤ん坊を抱え、か弱い女性を保護した」という、弱者の命が軽んじられる時代での稀有な行為が理由という。韓国の朴槿恵元大統領が2012年に出版した自伝で「初恋の相手」と告白すると、当時中国で好意的に取り上げられ、習近平が趙雲の肖像画を贈呈している。北方謙三は小説『三国志 (北方謙三)』の執筆にあたって中国で取材した際、現地の女性に三国志の好きな人物を尋ねたところ、赤ん坊を助けたことを理由に、みな趙雲が好きだと答えたという。
個人の評価
- 丘振声：「趙雲は勇猛果敢な英雄であると同時に、政治手腕に長けた政治家でもある」[382]
- 金良年：「趙雲は勇猛果敢であること、常に勝利を収める将軍であること、慎重で厳格であること、私心がなく欲望が少ないこと、公務に忠実で法を遵守すること、そして最後までやり遂げることなどで知られ、類まれなる優秀な武将であった」[383]
- 傅隆基：「趙雲は個性に欠けると言う人もいる。しかし、劉備が激怒し、諸葛亮でさえ何も言えなかった時に、趙雲はあえて劉備が私情で公を害していると鋭く指摘した。これは個性がないとは言えないのではないか？言うまでもなく、趙雲は『三国志演義』の中で非常に見事に描かれた典型であり、人民から最も愛されている英雄の一人である」[303]
- 周思源（中国語版）：「孫夫人が劉禅を連れて呉に帰ろうとした場面で、趙雲が孫夫人の侍女たちを殺すことなく押しのけることしかしなかったのは、孫・劉両家の関係を損なわないよう冷静に配慮しており、その他にも田宅を分配することに反対したり、呉討伐の諫言など、劉備たちの長期的利益や民心を得ることも重視している。数多の武将が登場する中、このように根本的な大局から劉備に直言、諫言できる武将は他におらず、これは趙雲が人並み以上に識見があったことを示しており、趙雲のもっとも素晴らしい点はその高潔な品性であり、他の人物が及ばない点である」[74]
- 姚品文・張峰：「蜀漢の英雄たちの運命は、そのほとんどが悲劇的であるのに対し、趙雲だけは善始善終を遂げた。完璧な芸術的イメージを持つ趙雲は、悲劇的な人物が持つような人の心を深く打つ力に欠けている。完璧すぎる人物とは、概してそうである。これは、完璧な芸術的典型を創造しようとする者への戒めとなるかもしれない」[309]
- 李殿元・李紹先：「三国志人物の人気投票で、趙雲は関羽や張飛を上回り、諸葛亮に次いで第2位を獲得した。中国では諸葛亮に次いで、趙雲が最も愛され、忘れられない三国志の人物と言えるだろう」[372]

### 京劇

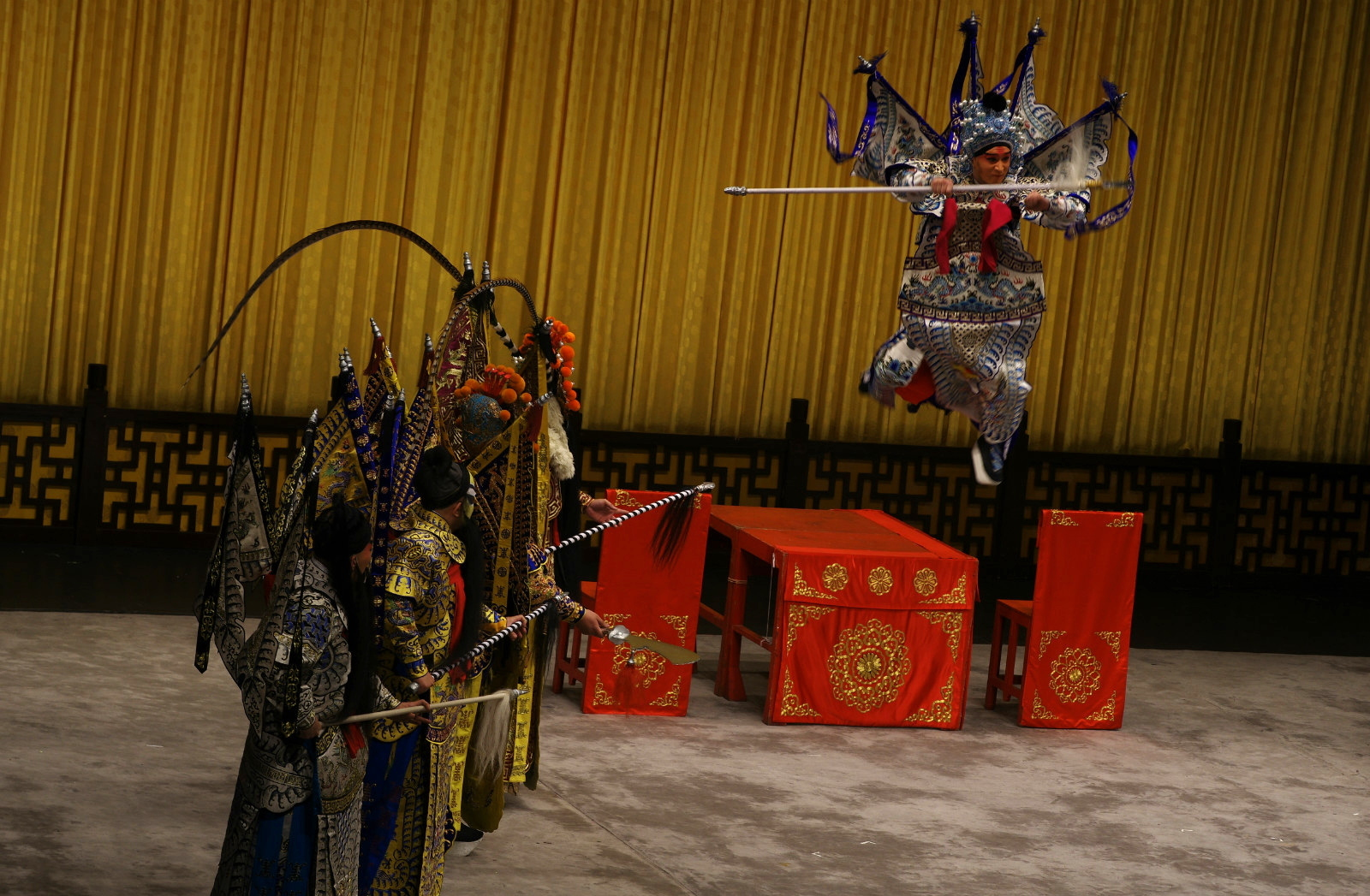
『長坂坡』（俳優：郝帥）落とし穴に落ちた趙雲が人馬共に飛び出そうと、もがく場面。

京劇とは、清代（1790年頃）に北京で生まれ発展した演劇・戯曲である。清代は毛宗崗が編纂した『三国志演義』が広く普及した時代（1666年頃）でもあり、『演義』を改編した『三国戯』（三国劇）が数多く作られた。

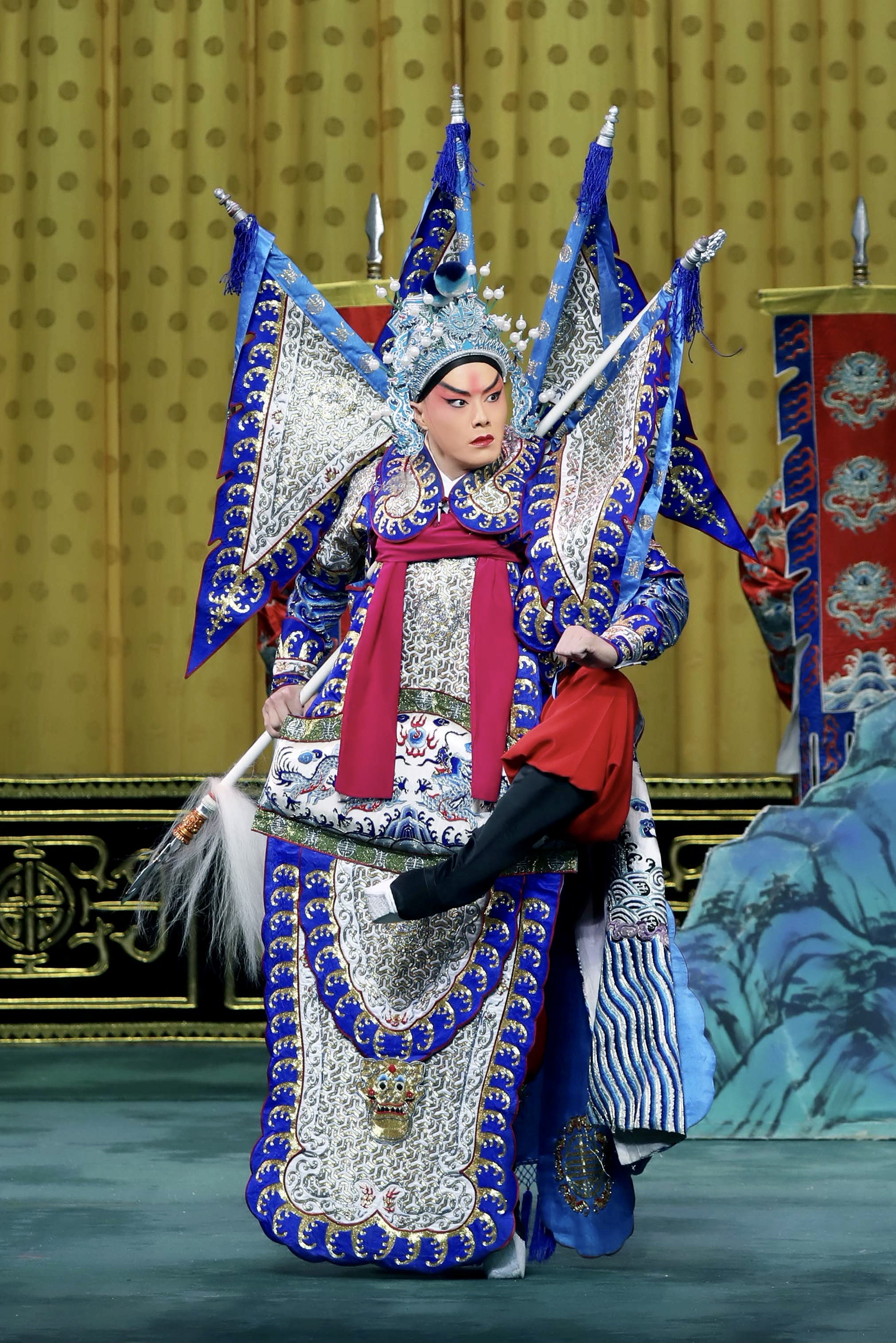
京劇三国演義『長坂坡』
武生の趙雲（俳優：周恩旭）『龍鳳呈祥』趙雲(左)と劉備

- 京劇の趙雲：（役柄など）
武将である趙雲は主に「武生」として登場し、武生はさらに「短打武生」（軽装）「長靠武生」（重装）の２つに分かれ、趙雲は後者に該当する（→京劇#生（Shēng、ション））[385][386]。若武者として演じられる「武小生」（小生：青少年役に属する武将[387]）と「武生」では端正で髭のない姿[388]、『子龍護忠』（中年期の武生）と、『失街亭・空城計・斬馬謖』では「武老生」（靠把老生：老将役[387]）なので髭をつけるが[389]、1940年代の記録によると、髭のない姿で晩年も演じられるなど、俳優により演出に違いがあったとされる[注 68]。性格は胆大心細（大胆であるが慎重で几帳面）に演じられ[388]、『甘露寺』など一部の演目では、桃園の義兄弟の四番目の兄弟「四弟」と呼ばれる[391][注 69]。
主な登場演目は『磐河戦』『借趙雲』『長坂坡』『甘露寺』『截江奪斗』など。『長坂坡』は趙雲の代表的演目であると同時に、『演義』の演目の中でも人気が高い[392][393]。『演義』にはない京劇独自の演目『借趙雲』は、徐州の陶謙の救援のために劉備が公孫瓚から援軍として趙雲を借り、強敵の典韋に見事勝利し、当初は優男の趙雲がやってきたことに不満を抱えていた張飛も、すっかり心服する、という内容[394][395][注 70]。

- 衣装：
周瑜・呂布と並び「白い将軍」として有名で[396][注 71]、白を基調とした衣装に青と赤を用いているのが特徴。白い靠（鎧）姿に銀槍を持ち、膝まである黒の厚底靴（または高方靴）を履く[398][399]。背中の旗は軍隊を表し、背中に4本挿す[400]。『甘露寺』（劉備と孫尚香の婚姻話。『龍鳳呈祥』とも）などでは、場面によっては靠を脱ぎ、白い蠎袍を着用し、模様の大龍は武将にあてがわれる[401]。京劇において、白い衣装は主に若くて見目のよい善玉の役柄に用いられ[402]、趙雲は武小生から武老生に至るまで生涯白を着る[403][注 72]。『長坂坡』（俳優：郝帥）落とし穴に落ちた趙雲が人馬共に飛び出そうと、もがく場面[注 73]。

- 武生と長坂坡：
『長坂坡』は京劇初期の36本の「連台軸子戯」の一つで（後述）、有名かつ人気を博した演目だったという[406]。清朝末には宮廷内で109回演じられた『三国戯』のうち、『長坂坡』は13回に及び、庶民の間でも劇団『三慶班（中国語版）』が毎年年末の公演では『長坂坡』でその年を締めくくるほどの人気を見せた[407]。
親子二代で趙雲を演じた武生の宗師・楊小楼（中国語版）は特に有名な俳優で、『長坂坡』での華麗な立ち回り姿から、「楊小楼の趙雲を見るたびに目が釘付けになり、まるで目の前に順平侯（趙雲）が現れ、魏の武将たちとの激戦を直接見ているかのようだった」と、当時の反響が残されているように[408]、「活趙雲」「活子龍」（生きている趙雲）と称賛された[409][410][注 74]。楊小楼から学んだ厲慧良（中国語版）の功績も大きく、数々の難度の高い技を編み出し、観客を魅了した[413]。
『長坂坡』は武劇（アクション中心の劇）に分類されるが、糜夫人とのやり取りでは歌で観客の心を揺さぶる心理表現を要求されるため、文武の高い技芸が求められる[414][415]。そのため、『長坂坡』は「武生の試金石」であり、「長坂坡を観ればその役者の技量が判る」とされる[392]。また『長坂坡』は関羽が曹操軍と対峙する演目『漢津口』[416]とセットで上演されることがあり[393]、知名度の高い武生の役者が演じる場合は、前半の『長坂坡』では趙雲役、後半の『漢津口』では関羽役というように[注 75]、一人二役で演じられる[416]。

- 当時の反響：
清代中頃、外国勢力の侵攻によって国家の危機に陥っていたにもかかわらず、劇場では人々が昆劇などを楽しんでいたことに強い不満を感じた、京劇の祖『三慶班』の程長庚（中国語版）は、『演義』を改編し、「忠君愛国」の思想を盛んに訴えた、36本の演目を連日上演する大作（連台軸子戯）を創り上げると都中で大評判となり、「人々がこぞって三国志を見る」という文化現象が生まれた[418]。趙雲は「仁義礼智信を完備した美将」として人々から歓迎され[419]、当時、特に京劇に熱心だった人物に西太后がいたが[420][421]、『黄鶴楼』（荊州を返さない劉備に激怒した周瑜が、黄鶴楼で宴を催し、劉備を招いて兵で脅そうとする計画を趙雲が阻止する）が上演された時には、西太后を喜ばせるために光緒帝自らが趙雲を演じたこともあったという[404]。

- 後世への影響：
京劇が民衆に与えた影響は大きく、1950年代の大躍進政策時には「男は趙雲に、爺さまは黄忠に学べ」のスローガンが流行したのも京劇の影響だという[422][注 76]。京劇と同時代頃に誕生したとされる『八扇屏（中国語版）』（はちせんびょう：2人組による掛け合い漫才のような形式で、歴史を扱った話芸。→｢相声｣）の「莽撞人」には以下の描写がある。

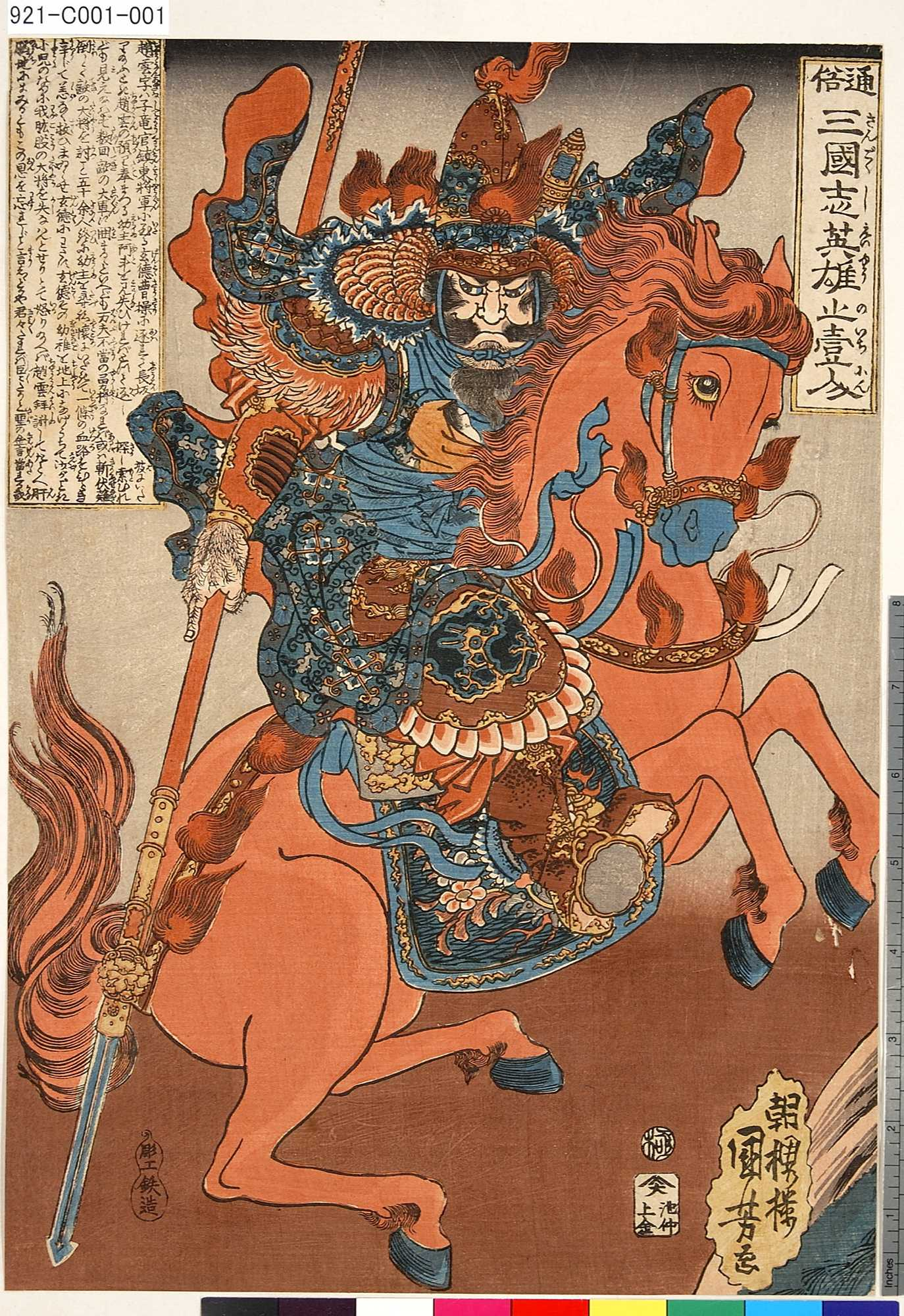
「通俗三国志英雄上壹人」
趙雲と阿斗（歌川国芳・1838年）
（東京都立図書館所蔵）

これらは『演義』には見られない表現であり、京劇の趙雲像から影響を受けて生まれた言葉であるという。葉威伸は、中国の民衆がイメージする「白袍将軍」「白馬銀槍」といった若武者・趙雲像は、後に各地の民間伝承や創作作品にも影響を及ぼし、後述の『演義』関連小説、映像作品にみられる趙雲像にも反映され、趙雲の愛馬とされる白馬（白龍、または白龍駒）の伝承にも影響を与えたとしている（→｢#愛馬｣白龍）。
渡邉義浩は『別伝』の記述にある「身長八尺，姿顔雄偉」から、『演義』や関連作品で美将として描かれる理由になったといい、林盈翔は、明清時代の『演義』のさまざまな版本を比較し、挿絵の趙雲が常に白い馬に乗り、他の武将らと違って髭のない若い青年として描かれていることや、文中では初登場時の「少年将軍」という表現、長坂坡の戦いの勇姿が相まり、読者が趙雲を「白馬銀槍の若武者」として認識する素地を作っていたと指摘し、そののち京劇において、髭をつけず常に白い衣装を纏った美将・趙雲の登場により、若武者像の更なる強化と「白」の色彩的イメージを強く付与したという。
また、日本の大ヒットゲーム『三國志シリーズ』『真・三國無双シリーズ』では、さらに若武者のイメージが洗練され、中華文化圏に逆輸入されたことで日・中相互に今日の趙雲形象に影響を与えたと指摘する（→三国志#白話小説『三国志演義』・大衆文化の受容）。
- 演目と内容：

| 演目名                                                                     | 役柄   | 演目内容                                                                             | 出典            |
| -------------------------------------------------------------------------- | ------ | ------------------------------------------------------------------------------------ | --------------- |
| 磐河戦                                                                     | 武小生 | 『演義』第7回。 趙雲が袁紹の下を去り、公孫瓚を救援する話。                           | [ 439 ]         |
| 借趙雲                                                                     | 〃     | 『演義』第11回。『一将難求』とも。 援軍として趙雲を借りることに張飛が不満を漏らす。  | [ 440 ] [ 395 ] |
| 長坂坡                                                                     | 武生   | 『演義』第41回。『単騎救主』とも。 単騎で阿斗を救う、趙雲の最も有名な演目。          | [ 412 ]         |
| 甘露寺                                                                     | 〃     | 『演義』第54-55回。『龍鳳呈祥』とも。 劉備の結婚に趙雲が護衛で従う話。               | [ 441 ]         |
| 截江奪斗                                                                   | 〃     | 『演義』第61回。『攔江奪斗』とも。 孫尚香から阿斗を奪還する趙雲の代表演目のひとつ。  | [ 442 ] [ 443 ] |
| 子龍護忠                                                                   | 〃     | 『演義』第71回。『陽平関』とも。 漢中で黄忠を救援する話。中年期なので黒髭をつける。  | [ 444 ]         |
| 鳳鳴関                                                                     | 武老生 | 『演義』第92-94回。『斬五将』とも。 韓徳の息子達と戦う話。老年期なので白髭をつける。 | [ 445 ]         |
| 『収趙雲』『黄鶴楼』『取桂陽』『白帝城』『天水関(収姜維)』『失空斬』ほか。 |        |                                                                                      |                 |

『甘露寺（美人計）』『回荊州』を総称した演目『龍鳳呈祥』に『取桂陽』（趙範と樊氏の話）を取り組み、整理改定された『龍鳳呈祥』が2001年に日本で公演され、この公演でのみ趙雲と樊氏（今作での名は樊玉鳳）が結ばれる（→｢樊氏#京劇｣）。

### 元雑劇

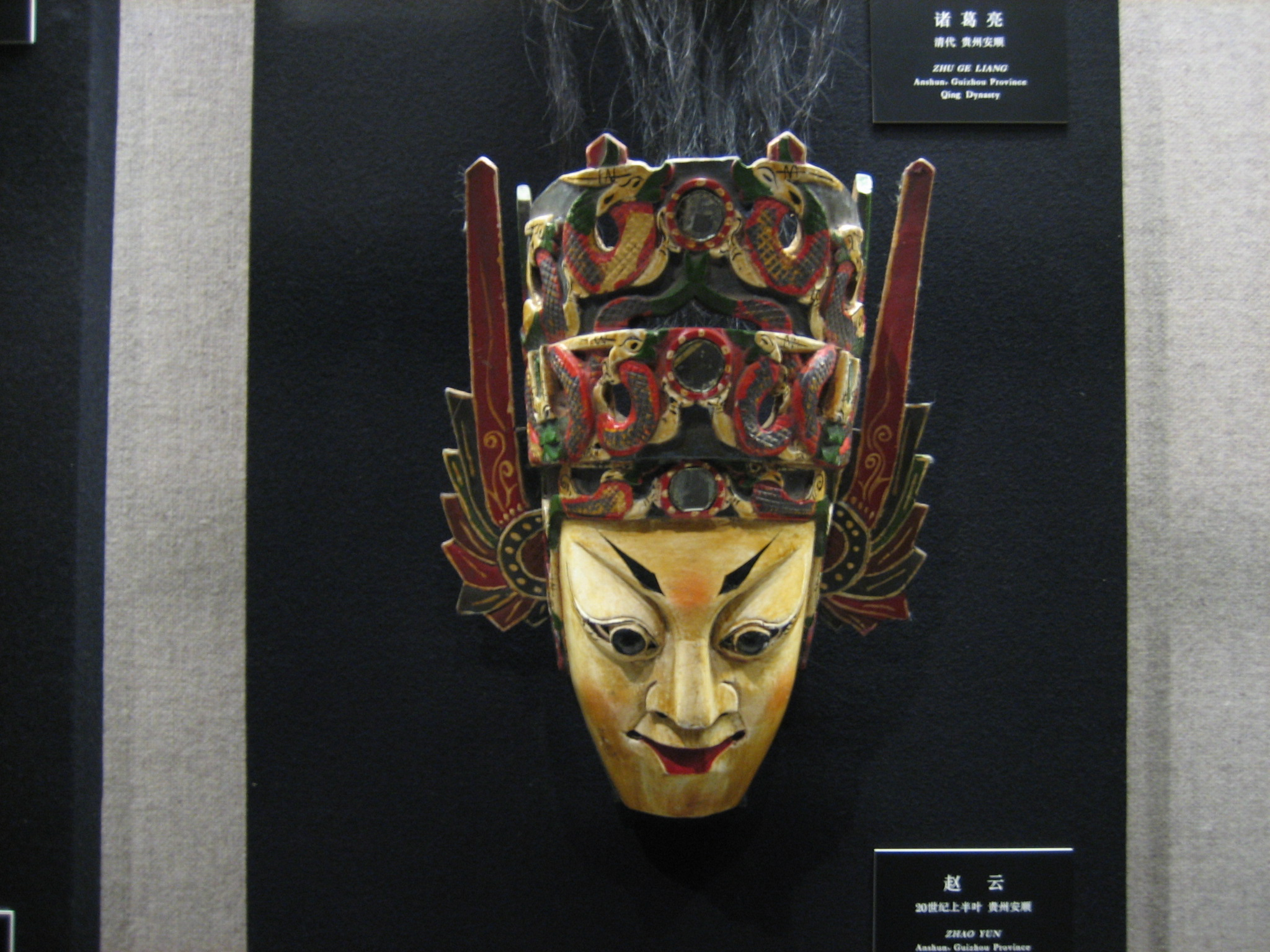
明代から伝わる『安順地戯』で使われる、趙雲の仮面(貴州省安順)。
白面・朱唇・眉目秀麗の若武者の相を表す。

京劇が成立する清代より前時代である宋・元に隆盛した戯曲の一種。『平話』と同じく、『演義』成立の過程において参考にされたといわれるが、『演義』の趙雲形象に関しては『平話』同様、影響を受けたようには見られない。出番は多いが、脇役に収まっている。
- 設定：
慎重さと几帳面な性格が強調され、演者には特にその大胆さと几帳面さを示すことが求められたという[449]。初期に広まった物語では、趙雲は諸葛亮よりも慎重な性格をしており、「城攻めの際に、いつ出発し、いつ食事をし、いつ川を渡って城を攻めるか、綿密な計画通りに従うよう求められ、趙雲は兵を率いて出発する。直後、諸葛亮はその計画の時刻では川が満潮の影響で増水し、渡れないという重大なミスに気づいた。しかし趙雲は川の増水の事を知っていたので、事前に筏を用意し、計画通りに問題なく完了した」となっている[450]。
また、「若い頃から馬の売買に携わった」という設定があり[451]、上野隆三はこれを「荒くれ者のイメージ」と表現するが[452]、葉威伸は、この設定が複数の演目に見られることから、当時民衆に広まっていた趙雲の出自を表している可能性があり、この設定は史実とは異なるが、趙雲が精鋭騎兵「白馬義従」に属していた可能性を考えると、乗馬に長けていただけでなく、馬を見抜く目も持っていたことを示唆しているという[453]。
- 演目と内容：
『平話』の物語を改編して創り上げられているが、脚色の大きいもの、『平話』にはない民間伝承を基にしたとみられる物語も存在する。いくつもの脚本が散逸し、演目名のみが残されているものも多く、その中には趙雲主題の脚本もあったと考えられる[454]。

| 演目名           | 作者   | 演目内容 | 出典                   |
| ---------------- | ------ | --- | ---------------------- |
| 劉玄徳独赴襄陽会 | 高文秀 | 『平話』中巻、『演義』の第34-35回相当。 蔡瑁らに暗殺されそうになる劉備を徐庶が補佐する話。 話術に長けた趙雲が、徐庶を説得して劉備に仕官するよう促す。                                                                             | [ 455 ]                |
| 諸葛亮博望焼屯   | 不詳   | 『平話』中巻、『演義』の第37-39回相当。 諸葛亮を迎え入れ博望坡で夏侯惇と戦う話。臥龍崗にいる劉備に、 趙雲が甘夫人が阿斗を出産したことを告げに来る。                                                                               | [ 456 ] [ 457 ] [ 26 ] |
| 両軍師隔江闘智   | 〃     | 『平話』中巻、周瑜が美人計で劉備を謀る。『甘露寺』相当。 趙雲の会話に「長坂坡で三日三晩、百万の軍勢を相手に阿斗を守り、 曹操からは「一身是胆」と称された」という話が出てくるが、 長坂坡を題材にした脚本は現存していない。         | [ 458 ] [ 459 ]        |
| 劉玄徳酔走黄鶴楼 | 朱凱   | 『平話』中巻、赤壁戦後、周瑜との会合で劉備が黄鶴楼に向かう。 趙雲は会合への参加に反対し、自信過剰な劉封は劉備を焚きつけ、 趙雲と意見が対立する。深謀遠慮な老将（ベテランの将軍）として描 かれ、劉封からは「老趙」と呼ばれている。 | [ 461 ]                |
| 走鳳雛龐掠四郡   | 不詳   | 『平話』下巻。荊州南部四郡争奪戦。 関羽・張飛・趙雲が黄忠らと戦う。『平話』では趙範が長沙太守に なっているが、桂陽太守に修正されている。『演義』に描かれる 樊氏との一連の物語は脚本に見られない。                                 | [ 462 ] [ 463 ]        |
| 曹操夜走陳倉路   | 〃     | 『平話』下巻。劉備が益州を平定し、曹操が陽平関に攻め入る話。 黄忠を救出したり、空城計で敵を退けるエピソードはなく、陽平関で 待ち伏せ任務の担当、という脇役に収まっている。                                                        | [ 464 ]                |
| 陽平関五馬破曹   | 〃     | 『平話』下巻。 黄忠が夏侯淵を斬るなどの陽平関、定軍山の話を基にした話。 諸葛亮が趙雲に敵将の旗を掲げさせ陽平関を騙し取ったり、五馬 (馬超・馬良・馬忠・馬謖・馬岱)をひそめて曹操軍を包囲し、蜀が 大勝利する。                      | [ 465 ] [ 466 ]        |
| 寿亭侯怒斬関平   | 〃     | 『平話』には見られない話。民間伝承由来とみられる。 五虎将の子らが張虎と戦う話。趙雲の子・趙沖なる人物が活躍。 | [ 418 ]                |
| 趙子龍大閙塔泥鎮 | 〃     | 演目名のみが残り、脚本散逸のため内容不明。 趙雲が主題の演目だったとみられる。 | [ 455 ] [ 454 ]        |

### 他の芸能

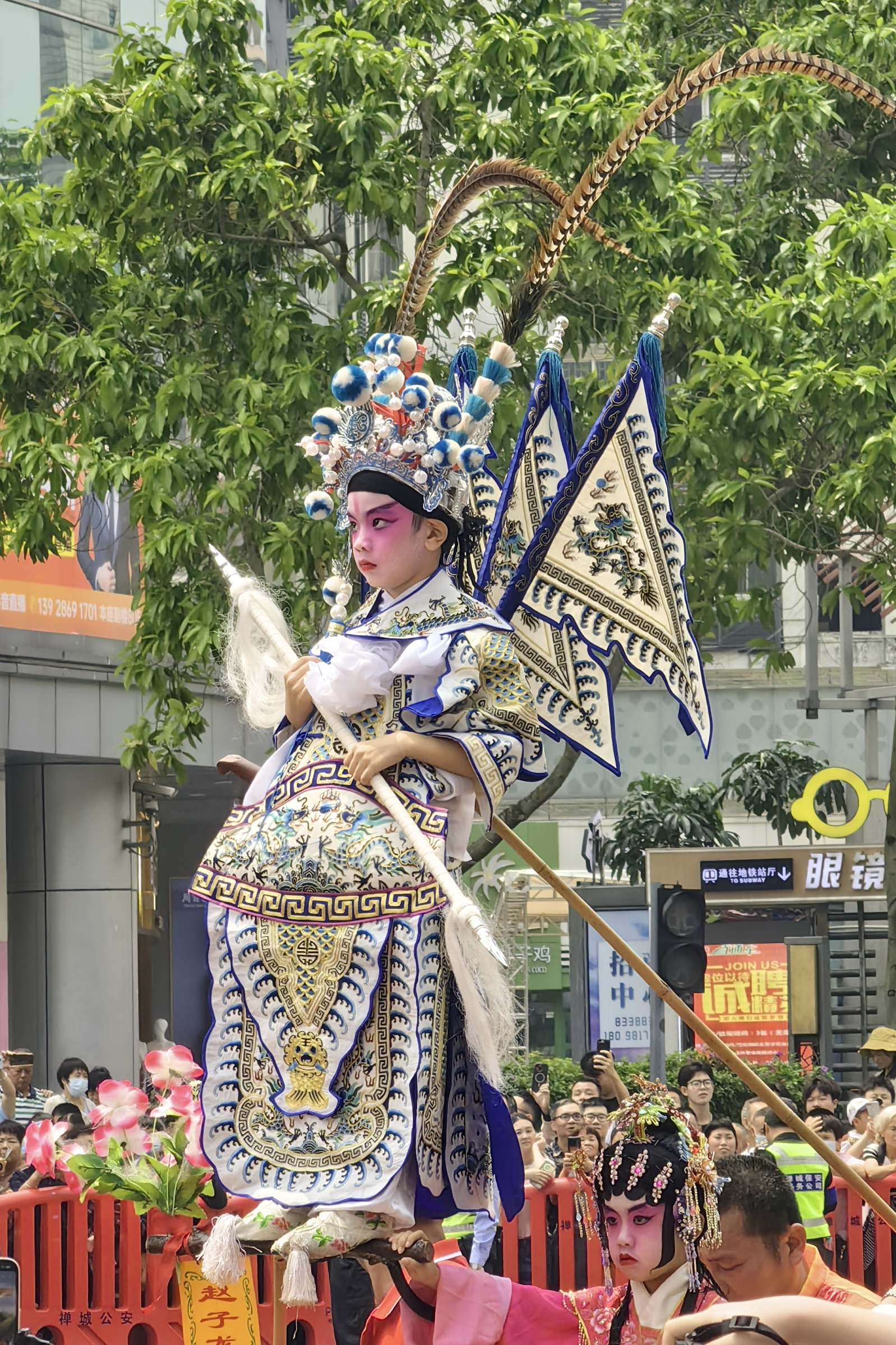
台山浮石飄色「趙子龍救阿斗」

四川の川劇では、魏延が何度も趙雲を「老将軍」と呼んだり、趙雲が「老将」を強調したセリフや歌を唄うなど、老兵としての演出が強い。そのため、川劇の趙雲像が四川の人々に与えた影響は大きく、四川地方では趙雲に対して老将のイメージが根付いているとされ、また成都武侯祠の趙雲の塑像が老人の姿で制作された要因の一つとも考えられている。演目のひとつである『三聖宮』（別名：審阿斗）では、蜀漢滅亡後に幽閉された劉禅のもとに趙雲の魂がやってきて、彼に導かれて劉備ら桃園の三兄弟が待つ「三聖宮」に連れられ、蜀漢を滅ぼしたことについて劉禅が三兄弟から尋問・説教される、という川劇独自の演目がある。
河北梆子の『青鋼（釭）剣』の演目では、趙雲の妻として李翠蓮という人物が登場し、長坂坡の戦いで劉備達とはぐれた趙雲が、迷い込んだ村で出会い結婚するといった内容になっているほか、湘劇では2016年に公演された「趙子龍計取桂陽」（趙範との戦いの演目）では、白と銀を基調にしながらも、京劇の衣装とは違う湘劇独自の姿で演じられる。
そのほか、中国の民俗パレードの一種、台山市『浮石飄色』と呼ばれる抬閣では、主に伝統的な物語をテーマにし、巡回公演する際に「常勝の将軍」（常勝将軍）趙雲を先頭に配置することで、「旗開得勝」（良いスタートを切って勝利を得る）という縁起を担ぎ、『楊家将演義』の架空人物「困難を乗り越え勝利を収める女将軍」穆桂英を最後尾に置くことでパレードの締めくくりにし、必ずこの2つを用いて縁起を担いでいるとされる。

### 小説と評書
京劇の『三国戯』が誕生して以降の作品では、京劇・民間伝承（後節参照）双方の影響を受けた「白馬にまたがり白袍姿に銀槍を持つ若武者」という描写が見られ、また1980年代前後の作品からは白馬の名前に「白龍」が確認できる。
- 三国志後伝：明代の小説。蜀漢滅亡後、劉備、関羽、張飛、趙雲ら子孫の活躍を描いた作品。
- 反三国志演義：1924年～1930年連載。
周大荒が新聞『民徳報』にて連載した作品。趙雲と馬超の二人が主人公。「蜀漢が三国を統一する」という物語。この作品のオリジナルキャラクターとして、馬超の妹の女武将・馬雲騄が登場し、趙雲と結ばれ夫婦となる。
- 評書三国演義：
正式名称は『三国演義』。略称は『袁三国』。評書（語って聞かせる話芸）北方講談大家の袁闊成（中国語版）（1929年 - 2015年）の評書作品。1984年から中央人民広播電台で放送され、国内外で支持を集めた[473]。趙雲は張飛らから京劇のように「四弟」と呼ばれ、「白馬「白龍駒」にまたがり、銀の鎧かぶとをつけて亮銀槍を持つ少年将軍」となっている[474][475][注 85]。
- 長編平話三国：
南方講談大家の張国良（1929年 - 2013年）による説話（平話）作品。1983年から全20巻を予定していたが、作者の体調不良により14巻で終了となった。袁闊成の作品と同様に京劇の影響を多く受け[注 86]、白馬「鶴頂白龍駒」と銀槍「鼠白爛銀槍」を持つ槍の名手[478]。「第十七回」から登場し、公孫瓚や劉備との出会いは回想で語られ、別れた劉備を探すために馬商人に扮して各地を旅しているところから始まる[479]。作中の描写によれば「背は低く、小柄な書生のようだ」と裴元紹に侮られたり[479]、「白袍に身を包み銀の槍を持ち、整った顔に氷のように透けた美しい白い肌」とある[480]。『反三国志演義』からは馬雲禄が登場し[481]、張任・張繡とは同じ武術（槍）の師の元で学んだ兄弟弟子の関係、といった独自設定も盛り込まれている[482]。この設定は中国のTVドラマや映画などでも度々使用されている[483]。

## 民間伝承
遺跡にまつわるものなどは→｢#古跡と施設｣を参照。

### 人物

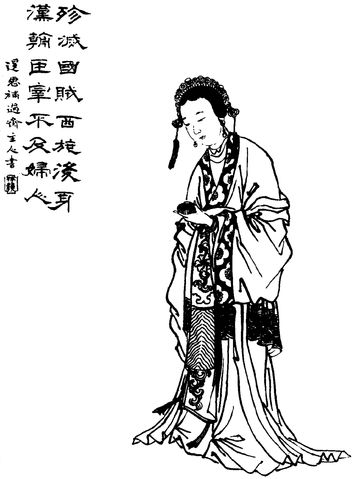
『三国志演義』貂蝉

- 貂蝉：『演義』に登場する架空の女性。民間伝承『貂蝉改嫁』という物語で、「呂布の死後、貂蝉は郭嘉の助けで曹操から逃亡中に偶然偵察に来ていた趙雲に救われ、彼に惹かれることになる。郭嘉は二人の縁を結ぼうとするが、趙雲が劉備軍であるため難航。郭嘉の死後、張遼がその意を継ぎ、長坂坡の戦いの混乱に乗じて趙雲に縁談を持ちかける。貂蝉を気にかけていた趙雲はこれを受け入れ、張遼が曹操に献策し、曹操軍の攻撃が止んだことで趙雲は無事脱出。その後、張遼と郭嘉の妻が貂蝉を趙雲のもとへ送り届け、二人は結婚。貂蝉は郭嘉の妹「郭蕙」と偽り、正体を隠して幸せに暮らした」という顛末になっている[484]。
- 孫軟児：民間伝承に登場する趙雲の妻。戦場で一度も怪我をしたことがない趙雲を戯れで針を刺したところ、趙雲は血が止まらず死んでしまった。
- 関銀屏：関羽の娘がモデルの人物。趙雲に師事して武術を習う。
- 少年期の伝承：
臨城では趙雲が天から降りてきた龍や星とするなどといった伝承が[485]、正定では幼少の頃から知略に優れ怪力だったことを示す話として、悪い和尚をこらしめる、狼を退治して仲間を助けるというような伝承がある[486][487]。

### 愛馬
- 白龍：（はくりゅう）
もしくは白龍駒という名の白い駿馬を愛馬にしていたという。この馬は昼は千里を、夜は八百里を走ることができ、人の心も理解したので趙雲と意思疎通ができ、馬上でどんな技を使おうとも、すぐに理解して手足のように動き、趙雲はこの馬を特別に可愛がったという[488]。『平話』『演義』では白馬に乗る趙雲像はまだ確立されていなかったが[427]、清代の京劇における趙雲の「白」のイメージが民間伝承や創作作品に影響を与え、趙雲の愛馬＝白馬となって中国各地に白馬の伝承が生まれ、1980年代前後に講談大家の袁闊成・張国良がそれぞれ作品内で「白龍（駒）」と名付け、これらが広まったと考えられている[427][注 87]。
- 子龍池：（洗馬池、子龍洗馬池）
四川省成都にかつて存在した、趙雲が住んだと伝わる官邸裏にあった、どんな傷も癒したという池。「南宋時代、蒙古の成都襲撃を受けると、白袍姿に銀槍を抱え、白馬に乗った将軍が現れ、これを撃退した。成都の人々は彼を趙雲だと考え、その将軍が馬を洗っていた『子龍池』という池の横に楼閣と塔を建て、趙雲の塑像を祀った」という民間伝承が存在する[490]。1950年頃には池は埋め立てられ、跡地の学校には「漢順平侯洗馬池」の碑が存在する[491]。伝承によれば、現在の「和平街」という通りの旧称「子龍塘街」は子龍池に由来するという[488]。

### 長槍

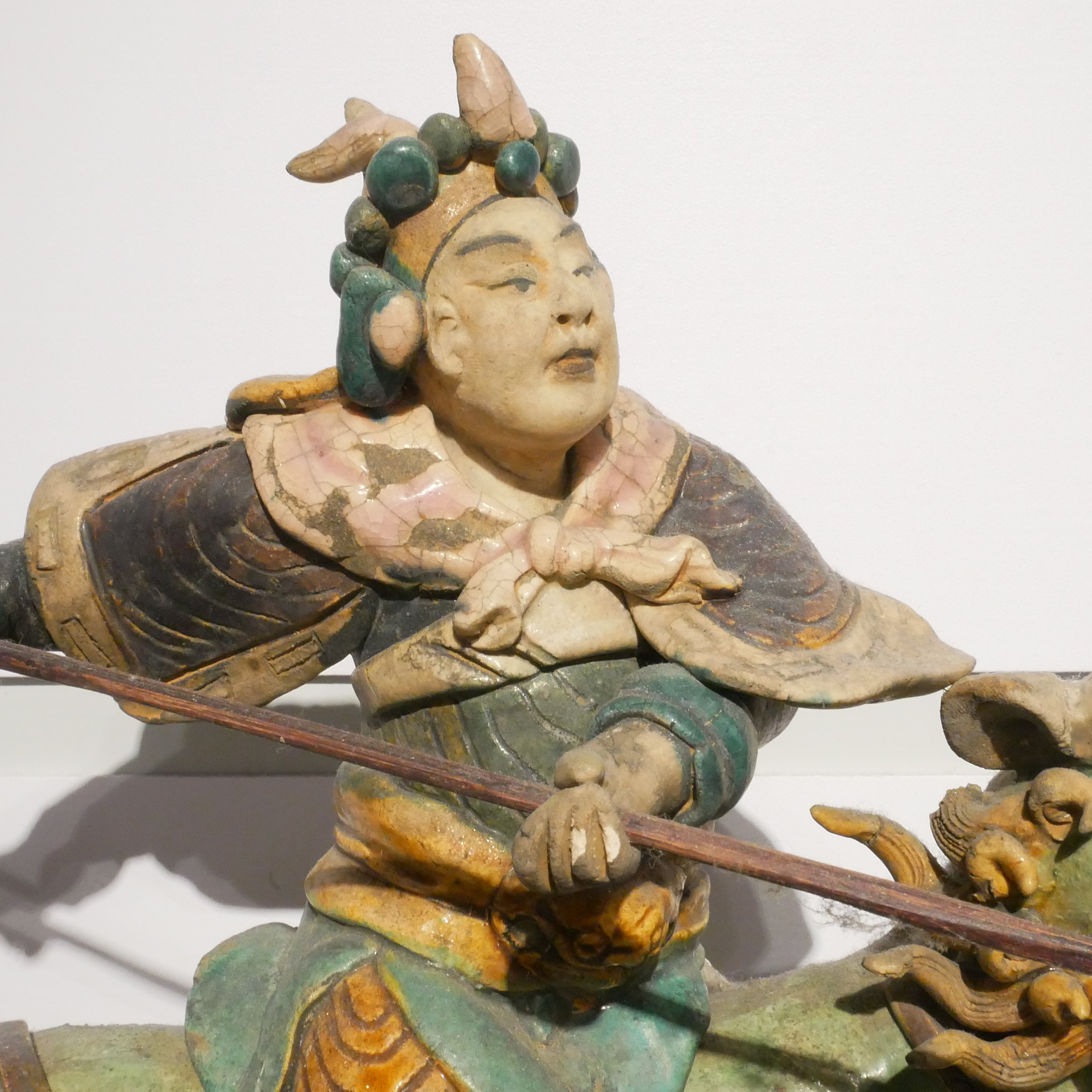
「交趾陶」槍を持った趙雲像

- 涯角槍：（がいかくそう）
『平話』に登場する。「海角天涯に敵う者なし」という意味で名付けられており、張飛の槍に次ぐ名槍とされる[492]。同説話ではこの槍で張飛と互角に一騎討ちをしている[493]。『演義』では採用されていない。元雑劇では「牙角槍」または「牙角長槍」、「鴉脚長槍」と記され、「牙角」は陳寿が趙雲を評した「強摯壮猛、併作爪牙」が由来と考えられ、「鴉脚」は槍の形状を指しており[418]、「涯角」「牙角」「鴉脚」は全て発音が似ているため、涯角槍という呼称は当時の民間の口承で広まり、説話者や雑劇作家それぞれが表記や解釈を加えた可能性が高いと考えられる[494]。
- 亮銀槍：（りょうぎんそう）
涯角槍以外に近代の民間伝承で一般的になった槍の名称。京劇の銀槍の影響を受けて創作されたと考えられ、民間伝承と芸術分野で相互に影響を与えあい、趙雲の標準武器として銀槍のイメージが定着した[495]。正定県・臨城県・その他民間伝承を扱った書籍にさまざまな物語が語られている[496][497]。

正定版：
2つの物語「趙子龍学芸」「趙雲学芸」が存在し、「趙雲が両親に別れを告げ、太行山で武術の師匠（老人）を数日掛けて見つけだすが、老人はいびきをかいて眠っており、趙雲は辛抱強く跪いて待ち続ける。目覚めた老人は誠意に感動して弟子入りを認め、趙雲は3年武芸を学ぶ。師匠は趙雲に銀槍（亮銀槍）を与え、人々を救うために旅立たせる」。二種類の武術を習得し、ひとつは「亮銀槍」の槍術、ひとつは「破堅拳」という拳法で、「漢中の戦いで曹軍を散々に打ちのめした」と書かれる。師匠が得物に大刀を選ばせなかった理由として「赤ら顔（関羽）がすでに習得しているためだ」と説明し、関羽と兄弟弟子であることが示唆される。
臨城版：
趙雲が槍を手に入れる物語が複数あり、共通して「趙雲が長い蛇を見つけ、その蛇を掴んで振り回したところ、槍に変化した」といった内容で、張飛の蛇矛の伝承（張飛が修行中に大蛇を見つけ、尾を99回振り回すと蛇矛になった）と類似している。張飛の蛇矛の伝承は古くからよく知られており、この伝承を元に趙雲に置き換えて作られた可能性が高いという。

### 刀剣

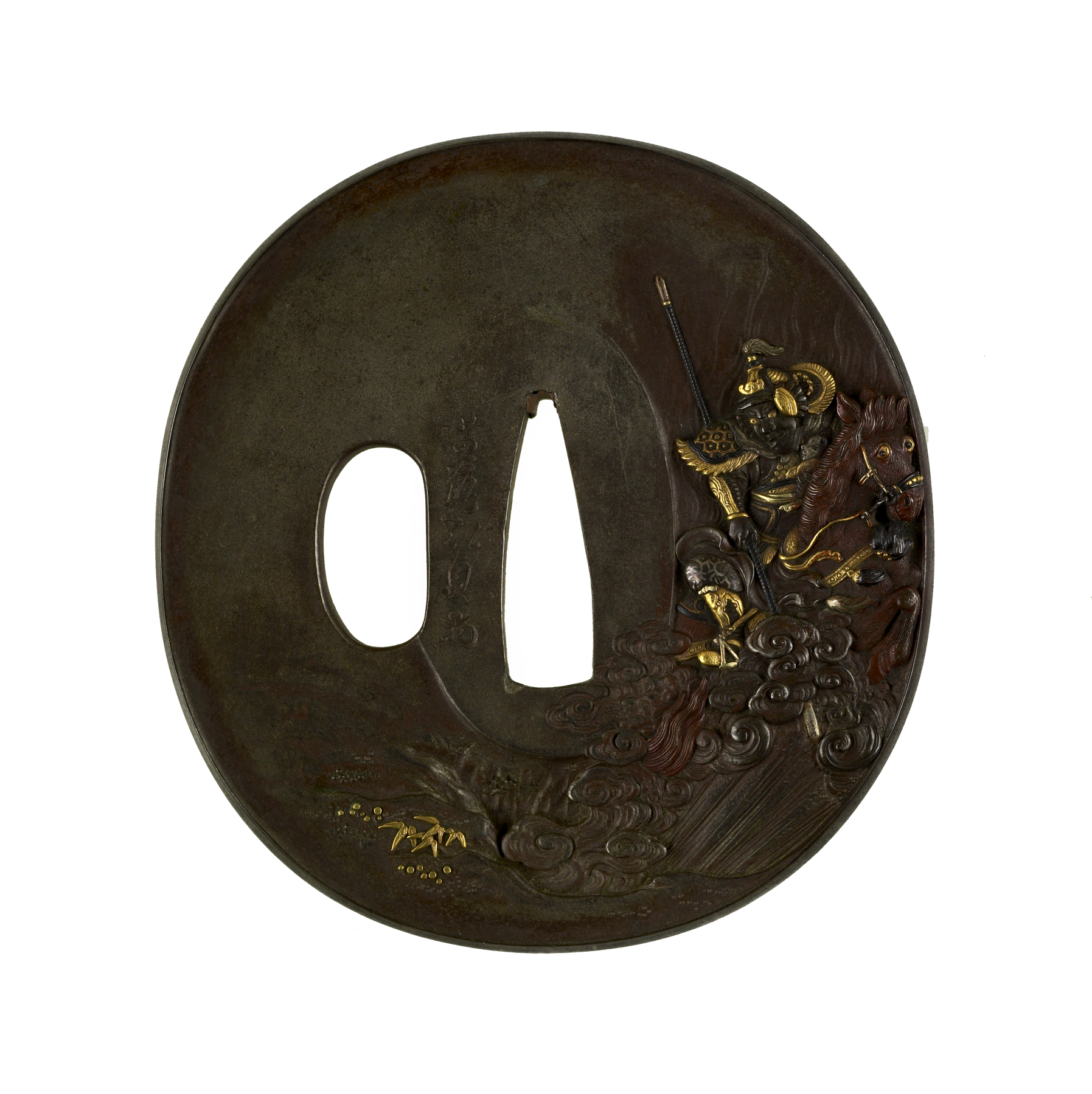
日本刀の鍔に施された
趙雲と阿斗の彫刻
(ウォルターズ美術館所蔵)

- 青釭剣：（宝剣）
『演義』に登場。元は曹操が所有する対の宝剣（倚天剣と青釭剣）の一本。夏侯恩が曹操から預かっていたのを趙雲が奪い取った[504]。長坂坡や孫夫人による連れ去りなど、阿斗の危機の際にのみ使用される[注 62]。
かつて当陽には趙雲の剣にまつわる「当陽草」と呼ばれた植物の伝承が存在し、清代（康熙）の『当陽県志』には「趙雲が長坂坡の戦いで曹洪の剣を手に入れ、それは鉄を切ること泥の如く、曹兵数百人を斬って血が草に飛び散り、今も草には血の点が残っている。里謡（民謡）に曰く、〈当陽草、点々班班として血を掃う如し。問う、明公は何の故ぞ？子龍の一戦、旌旗倒る〉」とあり[505]、当時地元で語り継がれ広く流布していた証拠として記される[506]。
この植物は明代の嘉靖本『三国志通俗演義』において、馬温公（司馬光）の作とする『長坂詞』の引用にも見られるが[507][注 88]、毛宗崗本『三国志演義』では削除されている。これは清代以降に里謡が次第に消滅したためとみられ、現在、どの植物を「当陽草」と呼んだのかは不明[509]。そのほか、趙雲が越王の雄剣を得る別の伝説も存在する[510]。

### 装飾品
- 戒指：（指輪）
趙雲が指輪を身につける文化を広めたとの伝承がある。益州・荊州・正定で違ったパターンがあり、益州版では「趙雲が長板坂で阿斗を救出して包囲を突破したとき、張郃から薬指に深い傷を受けた。傷痕はかなり目立ち、醜く感じたので、趙雲は職人に傷を隠すための金の輪（蓋指）を作らせた」という。荊州版は2種類あり、どちらも「趙雲の死後、彼の生前着飾った姿の像が作られ、指に金の輪をはめていた。人々はそれを真似て身に着け、その習慣が今日、指輪として民間に広まった」とされ、相違点は、塑像の由来が「後主・劉禅は趙雲に感謝し、彼の像を作った」とするものと[511]、「荊州の関帝廟にある趙雲の像」に基づいたとする[512]。正定版は、「長坂坡で徐庶に助けられた趙雲は、張郃・曹洪から受けた指の傷を指輪で隠した。その後益州に入った折、趙雲の金の指輪を見た現地の人々も指輪をつけるようになり、今日でも指輪をつける習慣が四川省の成都と綿陽の人々の間で伝わる」とある[513]。

## 古跡と施設

### 中国
| 名称          | 場所               | 説明 |
| 趙雲廟        | 河北省 正定県      | 趙雲を祀った廟。正定県の民間伝承含め、詳細は該当記事を参照。 |
| 傾井村        | 同省 霊寿県        | 正定県のある石家荘市に隣接する霊寿県にある村。村名は、公孫瓚配下時代の趙雲が袁紹配下の将・周昂との戦いに敗れた際に立ち寄って飲んだ、傾いた井戸の伝承に由来する。 |
| 臨城趙雲墓    | 同省 邢台市        | 臨城の趙雲の墓。詳細は該当記事を参照。 |
| 後趙雲堡村    | 同省 邯鄲市        | 辛安鎮鎮にある趙雲の名が由来の村。創建年代不明。趙雲が軍を率いてこの村に駐屯したと伝えられている。 |
| 長坂坡公園    | 当陽市             | 「長坂坡古戦場」に整備され、趙雲を顕彰するために造られた公園。近くには「子龍路」「子龍村」など、趙雲にちなんだ地名や村名がある。「子龍畈」と呼ばれる丘の近くには、糜夫人が阿斗を抱えて避難したという「太子橋」や、糜夫人が身投げした井戸「娘娘井」など、『演義』にまつわる遺跡が存在し、「長坂坡花飯」という炒飯が名物。 |
| 子龍灘        | 同省 咸寧市 赤壁市 | 赤壁近くの砂州の名。民間伝承「子龍射帆」によると、『演義』で東南の風を起こした諸葛亮を恐れた周瑜が兵を差し向けた際、追跡から逃れるために趙雲が呉船の帆を止める縄を射抜くと、落ちた帆が大きな砂州へと変わり追っ手の進路を遮ったことから、その場所は「子龍灘」と呼ばれるようになったという。 |
| 南陽趙雲墓    | 湖南省 南陽市      | 南陽にあった趙雲の墓。詳細は該当記事を参照。湖南省の「子龍脱袍」という鰻を使った伝統的郷土料理名の由来のひとつは、趙雲にまつわる。 |
| 芙蓉峰 趙侯祠 | 同省 長沙市 寧郷市 | 趙雲がこの山に駐屯したとあり、趙侯祠（別名：漢順平候趙将軍廟。後述の関口趙侯祠とは別物）が建てられていた（→｢趙雲廟#その他の趙雲廟｣を参照）。 |
| 蒙泉(八角井)  | 〃                 | 趙雲が掘ったとされる井戸にまつわる泉。伝承では、桂陽攻略時に趙雲が兵を芙蓉峰に駐屯させたが、真夏で水が不足し、兵士たちの士気が低下。危急の際に開けるようにと諸葛亮から渡された錦囊には八卦図が入っており、指示通りそれを置いたが数日経っても水は出ず、長槍で八卦図を突き刺すとそこから勢いよく水が噴き出したので、そこに井戸を掘って「萬軍泉」と名付け、のちに「蒙泉」に改名したという。この泉にまつわるブランド酒「趙子龍」がある。2006年省級文物保護単位指定。 |
| 関口趙侯祠    | 桂陽県 橋市郷      | 趙雲が営盤嶺に兵を置いたという伝承があり、塑像が祀られている（→｢趙雲廟#その他の趙雲廟｣を参照）。この地域でのみ、「子龍片」と呼ばれる薄切りの乾燥タケノコの伝承がある。 桂陽攻略にまつわる伝承は多く存在し、「肉丸子」、肉丸子と似た伝承の「子龍郡壇子肉」（桂陽壇子肉）などがある。 |
| 大邑趙雲墓    | 四川省 成都市      | 大邑の趙雲の墓。詳細は該当記事を参照。 |
| 静恵山公園    | 〃                 | 静恵山公園山上に「子龍祠」があり、羌族を監視するために趙雲が築いたという「望羌台」などの伝承が複数存在する（→｢大邑趙雲墓#大邑の伝承｣を参照）。 |
| 成都武侯祠    | 〃                 | 諸葛亮、主君劉備とその臣下を祀る霊廟。「文臣武将廊」に蜀漢の文臣武将28体の塑像が祀られ、趙雲が筆頭で祀られている。 この塑像にまつわる民間伝承など、詳細は該当記事を参照。 |
| 和平街        | 〃                 | 旧称「子龍塘街」。趙雲の居宅があったと伝わる。（→｢#民間伝承｣子龍池） |
| 石経寺        | 〃                 | 竜泉駅区山泉鎮にある中国仏教とチベット仏教が融合した、四川省西部の五大仏教密林のひとつ。後漢末期に建てられ、 当初は官僚の私邸であったが、蜀漢の時代に趙雲が封地として受け継ぎ、家廟にして「霊音寺」と名付けたと伝わっている。寺の大雄宝殿左側には、道光四年に建てられた石碑があり、「霊音とは、漢の将軍・趙侯の香火である」と刻まれている。 （→｢石経寺｣） |
| 万年鎮子龍村  | 同省 南充市        | 趙雲の字が由来の村。伝承によると、趙雲が領内の峠道で一夜を過ごしたことに由来する。 |
| 黎州 趙雲祠   | 同省 雅安市        | 大邑の南西に位置する、雅安市漢源県に存在した歴史上最古の趙雲祠（→｢趙雲廟#その他の趙雲廟｣を参照）。 |
| 姜太公釣魚台  | 陝西省 宝鶏市      | 五丈原西に存在する、太公望に因んだ地名。崖に赤い文字で「趙雲、鄧芝屯兵處」と刻まれており、この地に趙雲と鄧芝が第一次北伐で駐屯したとされている。 （→｢姜太公釣魚台｣） |

### 台湾
| 名称              | 場所          | 説明                                                             |
| 佳里子龍廟 永昌宮 | 台南市 佳里区 | 趙雲（趙聖輔天帝君）を主祀として祀った廟。詳細は該当記事を参照。 |

### マレーシア
| 名称              | 場所       | 説明                                                       |
| 北海船仔頭 天福宮 | Bagan Ajam | マレーシアの檳城州北海にある子龍廟。詳細は該当記事を参照。 |

## 趙雲主題の作品
映画
- 『三国志』 （原題：三国志之見龍卸甲）中国・韓国、2008年。
　主演：劉徳華（アンディ・ラウ）、声：東地宏樹。
- 『真・三国志 蜀への道』 （原題：趙子龍）中国、2020年。
　主演：賀軍翔（マイク・ハー）、声：小松史法。
- 『三国志 趙雲 無双伝』 （原題：趙雲伝之龍鳴長坂坡）中国、2020年。
　主演：梅洋（メイ・ヤン）、声：小松史法。
- 『趙雲伝之莫問少年狂』中国、2021年。
　主演：王正宣。※日本未公開。
　張繡とともに槍の名手の師匠のもとで学び、黄巾賊と戦う。
- 『槍神趙子龍』中国、2022年。
　主演：張子文。※日本未公開。
　長坂坡の戦いを元にした作品。同門の兄・張繡と戦いを繰り広げる。
- 『戦神趙雲』中国、※2028年公開予定。
　主演：張子文。

映画（WEB配信）
- 『三国志 武神・趙雲伝』 （原題：武神趙子龍）中国、2023年。
　主演：杜宇航（デニス・トー）。

テレビドラマ
- 『三国志 〜趙雲伝〜』 （原題：武神趙子龍）中国、2016年。
　主演：林更新（ケニー・リン）、声：置鮎龍太郎。

小説
- 大場惑『三国志武将列伝』 表紙・本文イラスト：小島文美、 光栄、全四巻。
　「放浪の子龍♦趙雲」1992年。ISBN 4906300731。
　「天翔の騎士♦趙雲」1993年。ISBN 4877190309。
　「江東の策謀♦趙雲」1994年。ISBN 4877191666。
　「覇望の入蜀♦趙雲」1996年。ISBN 4877193332。

文庫版『三国志武将列伝　趙雲伝』（歴史ポケットシリーズ）、全四巻。
　「放浪の子龍（１）」1998年。ISBN 487719620X。
　「天翔の騎士（２）」1998年。ISBN 4877196455。
　「江東の策謀（３）」1998年。ISBN 4877196463。
　「覇望の入蜀（４）」1998年。ISBN 4877196471。
- 加野厚志『趙雲子竜 中原を駆けぬけた三国志最強の戦士』 幻冬舎文庫、2001年。
　ISBN 9784344400818。
- 塚本靑史『趙雲伝』 河出書房新社、2022年。
　ISBN 9784309030258。

小説（未完）
- 奈々愁仁子『精恋三国志Ｉ』 アスキー・メディアワークス、電撃文庫、2010年。
　ISBN 4048684582。

小説（短編）
- 伴野朗「火龍の槍（趙雲編）」『三国志英傑列伝』 実業之日本社、1997年。
　ISBN 4408590924。
- 万城目学「趙雲西航」『悟浄出立』 新潮社、新潮文庫、2016年。
　ISBN 9784101206615。
- 宮城谷昌光「趙雲」『三国志名臣列伝　蜀篇』 文藝春秋、文藝春秋BOOKS、2023年。
　ISBN 9784163916613。

朗読CD
- 『三国志 Three Kingdoms 公式朗読CDシリーズ "夷陵に燃ゆ" 趙雲篇』
　「三国志TK朗読CD」製作委員会、株式会社エスピーオー、2012年。
　【～眠れぬ貴女に捧ぐ～特装版】CD+DVD
　　（インタビュー映像、ドラマ｢三国志Three Kingdoms｣ダイジェスト映像）
　【通常版】CDのみ。主演：KENN。

漫画（連載）
- 陳某『火鳳燎原』 2001年－連載中。
　趙雲（燎原火）と司馬懿が主人公。
- 黄十浪『雲漢遥かに－趙雲伝』 メディアファクトリー、全三巻、2008年－2009年。
　①巻、2008年。ISBN 9784840122542。
　②巻、2009年。ISBN 9784840125277。
　③巻、2009年。ISBN 9784840129534。
- 緒里たばさ 『王者の遊戯』 2012年-2015年。
　軍師と武将のバディもの。主人公・郭嘉の相棒として活躍する。

漫画（短編）
- 山口陽史「趙雲子龍という男（前・後編）」『三国志武将列伝２～蜀の章～』
　 秋田書店、2019年。ISBN 9784253253123。

漫画（読切）
- 『コミック三国志マガジン』
　（Vol.1）原作：夏秋のぞみ、作画：SHINYA『子龍奮迅』
　（Vol.3）志水アキ『巌のごとく』 （趙雲＆黄忠）
　（Vol.8）立花未来雄＆ダイナミックプロ『忠義問答』 （趙雲＆許褚）
　（Vol.12）こしじまかずとも『子竜と飛燕』 （趙雲＆張燕）

ゲーム
- 『三国趙雲伝』 中国、2001年。※リンク先（Steam）は新版。
- 『Three Kingdoms Zhao Yun』 （原題・趙雲伝：雲漢騰龍）中国、2024年。
※『三国趙雲伝』のリメイク作品。